# فهرست کوه‌های استان اصفهان (۳)
فهرست کوه‌های استان اصفهان (۳)، فهرستی دارای نام‌ها و مختصات کوه‌های شهرستان‌های لنجان، مبارکه، دهاقان، شهرضا و سمیرم استان اصفهان ایران است، که از پایگاه ملی نام‌های جغرافیایی ایران در خرداد ۱۳۹۷ دریافت شده‌اند.
| نام            | مختصات                                                    | ارتفاع | منبع |
| -------------- | --------------------------------------------------------- | ------ | ---- |
| آستانه         | ۳۲°۱۳′۳۵″شمالی ۵۱°۱۵′۳۳″شرقی / ۳۲٫۲۲۶۴°شمالی ۵۱٫۲۵۹۲°شرقی |        | ۱۴۱۱ |
| اشترجان        | ۳۲°۲۷′۰۸″شمالی ۵۱°۲۷′۰۳″شرقی / ۳۲٫۴۵۲۲°شمالی ۵۱٫۴۵۰۸°شرقی |        | ۱۴۱۲ |
| آلیچ           | ۳۲°۲۲′۳۴″شمالی ۵۱°۰۱′۰۶″شرقی / ۳۲٫۳۷۶۲°شمالی ۵۱٫۰۱۸۴°شرقی |        | ۱۴۱۳ |
| آلیچ           | ۳۲°۱۹′۰۹″شمالی ۵۱°۰۷′۴۴″شرقی / ۳۲٫۳۱۹۲°شمالی ۵۱٫۱۲۸۸°شرقی |        | ۱۴۱۴ |
| آلیچ           | ۳۲°۲۲′۱۲″شمالی ۵۱°۰۰′۴۶″شرقی / ۳۲٫۳۷۰۱°شمالی ۵۱٫۰۱۲۷°شرقی |        | ۱۴۱۵ |
| برآفتاب برج    | ۳۲°۱۴′۱۹″شمالی ۵۱°۱۳′۲۵″شرقی / ۳۲٫۲۳۸۶°شمالی ۵۱٫۲۲۳۶°شرقی |        | ۱۴۱۶ |
| بوک بوک        | ۳۲°۱۴′۳۹″شمالی ۵۱°۱۴′۴۳″شرقی / ۳۲٫۲۴۴۱°شمالی ۵۱٫۲۴۵۳°شرقی |        | ۱۴۱۷ |
| بوک بوک        | ۳۲°۱۴′۰۵″شمالی ۵۱°۱۵′۰۸″شرقی / ۳۲٫۲۳۴۶°شمالی ۵۱٫۲۵۲۲°شرقی |        | ۱۴۱۸ |
| بی‌سیم          | ۳۲°۱۴′۲۹″شمالی ۵۱°۱۲′۰۳″شرقی / ۳۲٫۲۴۱۴°شمالی ۵۱٫۲۰۰۸°شرقی |        | ۱۴۱۹ |
| پنجی           | ۳۲°۲۹′۴۸″شمالی ۵۱°۱۶′۱۵″شرقی / ۳۲٫۴۹۶۷°شمالی ۵۱٫۲۷۰۹°شرقی |        | ۱۴۲۰ |
| پنجی           | ۳۲°۳۱′۱۰″شمالی ۵۱°۱۸′۰۱″شرقی / ۳۲٫۵۱۹۵°شمالی ۵۱٫۳۰۰۳°شرقی |        | ۱۴۲۱ |
| پیش احمدی      | ۳۲°۲۲′۴۳″شمالی ۵۱°۰۵′۲۶″شرقی / ۳۲٫۳۷۸۶°شمالی ۵۱٫۰۹۰۶°شرقی |        | ۱۴۲۲ |
| چغات           | ۳۲°۱۷′۰۱″شمالی ۵۱°۱۰′۵۶″شرقی / ۳۲٫۲۸۳۶°شمالی ۵۱٫۱۸۲۱°شرقی |        | ۱۴۲۳ |
| چمرقوزی        | ۳۲°۳۰′۴۱″شمالی ۵۱°۰۱′۲۷″شرقی / ۳۲٫۵۱۱۵°شمالی ۵۱٫۰۲۴۱°شرقی |        | ۱۴۲۴ |
| خانه قوش       | ۳۲°۲۱′۳۷″شمالی ۵۱°۰۱′۲۲″شرقی / ۳۲٫۳۶۰۲°شمالی ۵۱٫۰۲۲۷°شرقی |        | ۱۴۲۵ |
| دره اوم        | ۳۲°۲۹′۲۵″شمالی ۵۱°۲۰′۲۸″شرقی / ۳۲٫۴۹۰۴°شمالی ۵۱٫۳۴۱۱°شرقی |        | ۱۴۲۶ |
| دره چنگ        | ۳۲°۲۷′۰۸″شمالی ۵۱°۲۱′۵۴″شرقی / ۳۲٫۴۵۲۱°شمالی ۵۱٫۳۶۴۹°شرقی |        | ۱۴۲۷ |
| دره ساری       | ۳۲°۱۲′۲۸″شمالی ۵۱°۱۲′۳۱″شرقی / ۳۲٫۲۰۷۹°شمالی ۵۱٫۲۰۸۵°شرقی |        | ۱۴۲۸ |
| دوبینی         | ۳۲°۲۲′۴۹″شمالی ۵۱°۰۱′۴۳″شرقی / ۳۲٫۳۸۰۴°شمالی ۵۱٫۰۲۸۶°شرقی |        | ۱۴۲۹ |
| رخ             | ۳۲°۱۹′۴۸″شمالی ۵۱°۰۴′۵۴″شرقی / ۳۲٫۳۲۹۹°شمالی ۵۱٫۰۸۱۶°شرقی |        | ۱۴۳۰ |
| زرد            | ۳۲°۱۹′۲۴″شمالی ۵۱°۰۵′۵۴″شرقی / ۳۲٫۳۲۳۳°شمالی ۵۱٫۰۹۸۲°شرقی |        | ۱۴۳۱ |
| سینه خش سفید   | ۳۲°۳۰′۲۱″شمالی ۵۱°۱۵′۱۶″شرقی / ۳۲٫۵۰۵۸°شمالی ۵۱٫۲۵۴۴°شرقی |        | ۱۴۳۲ |
| شاه لورا       | ۳۲°۱۷′۲۵″شمالی ۵۱°۰۸′۲۹″شرقی / ۳۲٫۲۹۰۲°شمالی ۵۱٫۱۴۱۳°شرقی |        | ۱۴۳۳ |
| فشارچه         | ۳۲°۳۲′۵۸″شمالی ۵۱°۲۱′۱۸″شرقی / ۳۲٫۵۴۹۴°شمالی ۵۱٫۳۵۴۹°شرقی |        | ۱۴۳۴ |
| قزل قیه        | ۳۲°۲۶′۰۴″شمالی ۵۱°۰۵′۴۷″شرقی / ۳۲٫۴۳۴۵°شمالی ۵۱٫۰۹۶۴°شرقی |        | ۱۴۳۵ |
| قلعه بزی       | ۳۲°۲۹′۴۳″شمالی ۵۱°۲۰′۳۰″شرقی / ۳۲٫۴۹۵۲°شمالی ۵۱٫۳۴۱۷°شرقی |        | ۱۴۳۶ |
| قلعه میرزا     | ۳۲°۳۰′۲۳″شمالی ۵۱°۲۳′۱۷″شرقی / ۳۲٫۵۰۶۳°شمالی ۵۱٫۳۸۸۱°شرقی |        | ۱۴۳۷ |
| کاریز          | ۳۲°۱۷′۴۱″شمالی ۵۱°۱۶′۱۹″شرقی / ۳۲٫۲۹۴۶°شمالی ۵۱٫۲۷۲۰°شرقی |        | ۱۴۳۸ |
| کرم کش         | ۳۲°۳۰′۲۶″شمالی ۵۱°۰۲′۰۸″شرقی / ۳۲٫۵۰۷۲°شمالی ۵۱٫۰۳۵۶°شرقی |        | ۱۴۳۹ |
| کره کوه        | ۳۲°۲۹′۲۲″شمالی ۵۱°۰۱′۱۲″شرقی / ۳۲٫۴۸۹۴°شمالی ۵۱٫۰۲۰۱°شرقی |        | ۱۴۴۰ |
| کله سیاه       | ۳۲°۱۳′۲۱″شمالی ۵۱°۱۳′۵۳″شرقی / ۳۲٫۲۲۲۵°شمالی ۵۱٫۲۳۱۳°شرقی |        | ۱۴۴۱ |
| کله سیاه کوچک  | ۳۲°۱۲′۳۱″شمالی ۵۱°۱۳′۲۸″شرقی / ۳۲٫۲۰۸۵°شمالی ۵۱٫۲۲۴۴°شرقی |        | ۱۴۴۲ |
| کوچک           | ۳۲°۲۲′۱۵″شمالی ۵۱°۰۷′۲۵″شرقی / ۳۲٫۳۷۰۹°شمالی ۵۱٫۱۲۳۷°شرقی |        | ۱۴۴۳ |
| کوچک           | ۳۲°۲۲′۲۶″شمالی ۵۱°۰۶′۲۴″شرقی / ۳۲٫۳۷۴۰°شمالی ۵۱٫۱۰۶۷°شرقی |        | ۱۴۴۴ |
| کوزلچی         | ۳۲°۲۲′۴۷″شمالی ۵۱°۰۰′۴۸″شرقی / ۳۲٫۳۷۹۶°شمالی ۵۱٫۰۱۳۳°شرقی |        | ۱۴۴۵ |
| گاوپیسه        | ۳۲°۲۷′۲۲″شمالی ۵۱°۲۴′۴۸″شرقی / ۳۲٫۴۵۶۰°شمالی ۵۱٫۴۱۳۲°شرقی |        | ۱۴۴۶ |
| گرده چم        | ۳۲°۲۷′۰۰″شمالی ۵۰°۵۹′۲۰″شرقی / ۳۲٫۴۴۹۹°شمالی ۵۰٫۹۸۹۰°شرقی |        | ۱۴۴۷ |
| گزستون         | ۳۲°۳۰′۲۰″شمالی ۵۱°۱۹′۱۹″شرقی / ۳۲٫۵۰۵۶°شمالی ۵۱٫۳۲۲۰°شرقی |        | ۱۴۴۸ |
| گواره          | ۳۲°۲۲′۴۶″شمالی ۵۱°۲۶′۳۰″شرقی / ۳۲٫۳۷۹۴°شمالی ۵۱٫۴۴۱۶°شرقی |        | ۱۴۴۹ |
| مهرعلی         | ۳۲°۲۳′۱۵″شمالی ۵۰°۵۹′۰۰″شرقی / ۳۲٫۳۸۷۴°شمالی ۵۰٫۹۸۳۴°شرقی |        | ۱۴۵۰ |
| نم توک بزرگ    | ۳۲°۲۵′۰۷″شمالی ۵۱°۲۷′۳۵″شرقی / ۳۲٫۴۱۸۶°شمالی ۵۱٫۴۵۹۸°شرقی |        | ۱۴۵۱ |
| نم توک کوچک    | ۳۲°۲۵′۴۲″شمالی ۵۱°۲۵′۵۸″شرقی / ۳۲٫۴۲۸۲°شمالی ۵۱٫۴۳۲۷°شرقی |        | ۱۴۵۲ |
| یتیم کوه       | ۳۲°۲۴′۲۳″شمالی ۵۰°۵۸′۲۶″شرقی / ۳۲٫۴۰۶۳°شمالی ۵۰٫۹۷۳۹°شرقی |        | ۱۴۵۳ |
| آب سنجدو       | ۳۲°۲۵′۰۲″شمالی ۵۱°۲۸′۳۳″شرقی / ۳۲٫۴۱۷۱°شمالی ۵۱٫۴۷۵۷°شرقی |        | ۱۴۵۴ |
| آدمونا         | ۳۲°۰۹′۲۹″شمالی ۵۱°۲۱′۱۹″شرقی / ۳۲٫۱۵۸۱°شمالی ۵۱٫۳۵۵۳°شرقی |        | ۱۴۵۵ |
| ارزنی          | ۳۲°۰۶′۲۴″شمالی ۵۱°۲۵′۲۲″شرقی / ۳۲٫۱۰۶۶°شمالی ۵۱٫۴۲۲۷°شرقی |        | ۱۴۵۶ |
| آق قیه         | ۳۲°۲۵′۱۴″شمالی ۵۱°۴۲′۴۶″شرقی / ۳۲٫۴۲۰۵°شمالی ۵۱٫۷۱۲۹°شرقی |        | ۱۴۵۷ |
| بزلر           | ۳۲°۱۰′۴۷″شمالی ۵۱°۱۸′۳۶″شرقی / ۳۲٫۱۷۹۸°شمالی ۵۱٫۳۱۰۰°شرقی |        | ۱۴۵۸ |
| پازنی          | ۳۲°۰۷′۵۲″شمالی ۵۱°۲۳′۰۱″شرقی / ۳۲٫۱۳۱۲°شمالی ۵۱٫۳۸۳۷°شرقی |        | ۱۴۵۹ |
| پوزچلی         | ۳۲°۰۸′۴۲″شمالی ۵۱°۲۳′۰۶″شرقی / ۳۲٫۱۴۵۰°شمالی ۵۱٫۳۸۵۰°شرقی |        | ۱۴۶۰ |
| پوزچلی         | ۳۲°۰۸′۵۷″شمالی ۵۱°۲۱′۵۹″شرقی / ۳۲٫۱۴۹۳°شمالی ۵۱٫۳۶۶۴°شرقی |        | ۱۴۶۱ |
| پوزه کاظمی     | ۳۲°۱۵′۳۶″شمالی ۵۱°۳۹′۳۸″شرقی / ۳۲٫۲۶۰۱°شمالی ۵۱٫۶۶۰۶°شرقی |        | ۱۴۶۲ |
| تنگ اتابکی     | ۳۲°۰۷′۰۹″شمالی ۵۱°۲۲′۵۹″شرقی / ۳۲٫۱۱۹۳°شمالی ۵۱٫۳۸۳۱°شرقی |        | ۱۴۶۳ |
| تیرپشه چه      | ۳۲°۱۶′۴۷″شمالی ۵۱°۳۶′۵۲″شرقی / ۳۲٫۲۷۹۸°شمالی ۵۱٫۶۱۴۵°شرقی |        | ۱۴۶۴ |
| چاغاجوش        | ۳۲°۱۶′۱۵″شمالی ۵۱°۲۴′۰۴″شرقی / ۳۲٫۲۷۰۸°شمالی ۵۱٫۴۰۱۲°شرقی |        | ۱۴۶۵ |
| چاه نوکی       | ۳۲°۱۵′۴۲″شمالی ۵۱°۴۰′۳۳″شرقی / ۳۲٫۲۶۱۶°شمالی ۵۱٫۶۷۵۷°شرقی |        | ۱۴۶۶ |
| خلنجون         | ۳۲°۲۱′۵۸″شمالی ۵۱°۳۴′۴۳″شرقی / ۳۲٫۳۶۶۲°شمالی ۵۱٫۵۷۸۶°شرقی |        | ۱۴۶۷ |
| خونه قلاق      | ۳۲°۱۲′۵۰″شمالی ۵۱°۱۶′۰۳″شرقی / ۳۲٫۲۱۴۰°شمالی ۵۱٫۲۶۷۵°شرقی |        | ۱۴۶۸ |
| دماغه سیاه     | ۳۲°۰۸′۰۱″شمالی ۵۱°۲۵′۵۸″شرقی / ۳۲٫۱۳۳۵°شمالی ۵۱٫۴۳۲۷°شرقی |        | ۱۴۶۹ |
| دمرتاپه        | ۳۲°۱۷′۲۳″شمالی ۵۱°۲۲′۳۲″شرقی / ۳۲٫۲۸۹۶°شمالی ۵۱٫۳۷۵۵°شرقی |        | ۱۴۷۰ |
| دمرتاپه        | ۳۲°۱۷′۲۸″شمالی ۵۱°۲۱′۳۸″شرقی / ۳۲٫۲۹۱۱°شمالی ۵۱٫۳۶۰۶°شرقی |        | ۱۴۷۱ |
| دهنو           | ۳۲°۲۲′۰۳″شمالی ۵۱°۲۸′۳۸″شرقی / ۳۲٫۳۶۷۶°شمالی ۵۱٫۴۷۷۳°شرقی |        | ۱۴۷۲ |
| دوشاخ          | ۳۲°۲۵′۴۹″شمالی ۵۱°۴۵′۱۲″شرقی / ۳۲٫۴۳۰۴°شمالی ۵۱٫۷۵۳۳°شرقی |        | ۱۴۷۳ |
| دوقله          | ۳۲°۱۶′۴۶″شمالی ۵۱°۳۹′۴۸″شرقی / ۳۲٫۲۷۹۵°شمالی ۵۱٫۶۶۳۳°شرقی |        | ۱۴۷۴ |
| دیگ بزرگ       | ۳۲°۰۶′۳۰″شمالی ۵۱°۲۳′۵۳″شرقی / ۳۲٫۱۰۸۲°شمالی ۵۱٫۳۹۸۰°شرقی |        | ۱۴۷۵ |
| دیگ کوچک       | ۳۲°۰۵′۳۳″شمالی ۵۱°۲۴′۴۶″شرقی / ۳۲٫۰۹۲۴°شمالی ۵۱٫۴۱۲۷°شرقی |        | ۱۴۷۶ |
| دیگچی          | ۳۲°۱۷′۴۷″شمالی ۵۱°۳۵′۱۹″شرقی / ۳۲٫۲۹۶۳°شمالی ۵۱٫۵۸۸۶°شرقی |        | ۱۴۷۷ |
| زنگی           | ۳۲°۱۰′۲۷″شمالی ۵۱°۱۹′۵۷″شرقی / ۳۲٫۱۷۴۳°شمالی ۵۱٫۳۳۲۶°شرقی |        | ۱۴۷۸ |
| سرپهنی         | ۳۲°۱۷′۴۶″شمالی ۵۱°۳۷′۳۵″شرقی / ۳۲٫۲۹۶۲°شمالی ۵۱٫۶۲۶۳°شرقی |        | ۱۴۷۹ |
| سرپهنی         | ۳۲°۱۸′۱۳″شمالی ۵۱°۳۶′۵۷″شرقی / ۳۲٫۳۰۳۶°شمالی ۵۱٫۶۱۵۷°شرقی |        | ۱۴۸۰ |
| سرشکسته        | ۳۲°۱۷′۰۴″شمالی ۵۱°۳۸′۳۶″شرقی / ۳۲٫۲۸۴۵°شمالی ۵۱٫۶۴۳۳°شرقی |        | ۱۴۸۱ |
| سفید           | ۳۲°۰۷′۰۱″شمالی ۵۱°۲۵′۲۱″شرقی / ۳۲٫۱۱۷۰°شمالی ۵۱٫۴۲۲۶°شرقی |        | ۱۴۸۲ |
| سکوپهن         | ۳۲°۰۸′۱۰″شمالی ۵۱°۲۴′۳۵″شرقی / ۳۲٫۱۳۶۰°شمالی ۵۱٫۴۰۹۸°شرقی |        | ۱۴۸۳ |
| سمبندی         | ۳۲°۲۰′۴۰″شمالی ۵۱°۳۵′۰۸″شرقی / ۳۲٫۳۴۴۵°شمالی ۵۱٫۵۸۵۵°شرقی |        | ۱۴۸۴ |
| سینه قطار      | ۳۲°۰۵′۵۱″شمالی ۵۱°۲۶′۳۷″شرقی / ۳۲٫۰۹۷۴°شمالی ۵۱٫۴۴۳۷°شرقی |        | ۱۴۸۵ |
| شاه کوچک       | ۳۲°۲۱′۵۸″شمالی ۵۱°۳۲′۵۴″شرقی / ۳۲٫۳۶۶۰°شمالی ۵۱٫۵۴۸۳°شرقی |        | ۱۴۸۶ |
| شاهکوه         | ۳۲°۲۸′۲۶″شمالی ۵۱°۴۱′۲۷″شرقی / ۳۲٫۴۷۳۹°شمالی ۵۱٫۶۹۰۷°شرقی |        | ۱۴۸۷ |
| شتر            | ۳۲°۲۳′۳۳″شمالی ۵۱°۴۱′۰۱″شرقی / ۳۲٫۳۹۲۴°شمالی ۵۱٫۶۸۳۷°شرقی |        | ۱۴۸۸ |
| شفافت          | ۳۲°۱۲′۰۴″شمالی ۵۱°۱۴′۵۹″شرقی / ۳۲٫۲۰۱۲°شمالی ۵۱٫۲۴۹۸°شرقی |        | ۱۴۸۹ |
| عبدالرضا       | ۳۲°۰۹′۲۳″شمالی ۵۱°۱۶′۵۷″شرقی / ۳۲٫۱۵۶۵°شمالی ۵۱٫۲۸۲۶°شرقی |        | ۱۴۹۰ |
| قرمزتختی       | ۳۲°۰۵′۲۷″شمالی ۵۱°۲۶′۰۱″شرقی / ۳۲٫۰۹۰۷°شمالی ۵۱٫۴۳۳۷°شرقی |        | ۱۴۹۱ |
| قلعه بزی       | ۳۲°۲۵′۲۱″شمالی ۵۱°۳۲′۴۶″شرقی / ۳۲٫۴۲۲۴°شمالی ۵۱٫۵۴۶۲°شرقی |        | ۱۴۹۲ |
| قورقورک        | ۳۲°۱۳′۳۰″شمالی ۵۱°۱۶′۱۷″شرقی / ۳۲٫۲۲۵۰°شمالی ۵۱٫۲۷۱۵°شرقی |        | ۱۴۹۳ |
| کال ماران      | ۳۲°۲۳′۱۱″شمالی ۵۱°۲۹′۱۶″شرقی / ۳۲٫۳۸۶۵°شمالی ۵۱٫۴۸۷۷°شرقی |        | ۱۴۹۴ |
| کلاک           | ۳۲°۱۴′۳۷″شمالی ۵۱°۳۰′۳۳″شرقی / ۳۲٫۲۴۳۷°شمالی ۵۱٫۵۰۹۱°شرقی |        | ۱۴۹۵ |
| کلاه قاضی      | ۳۲°۲۶′۴۴″شمالی ۵۱°۴۴′۰۳″شرقی / ۳۲٫۴۴۵۵°شمالی ۵۱٫۷۳۴۲°شرقی |        | ۱۴۹۶ |
| کلاه قاضی      | ۳۲°۲۴′۰۸″شمالی ۵۱°۴۷′۵۱″شرقی / ۳۲٫۴۰۲۱°شمالی ۵۱٫۷۹۷۶°شرقی |        | ۱۴۹۷ |
| کوج            | ۳۲°۱۲′۳۷″شمالی ۵۱°۱۷′۳۵″شرقی / ۳۲٫۲۱۰۴°شمالی ۵۱٫۲۹۳۰°شرقی |        | ۱۴۹۸ |
| کوچیک          | ۳۲°۲۳′۳۷″شمالی ۵۱°۳۹′۵۹″شرقی / ۳۲٫۳۹۳۵°شمالی ۵۱٫۶۶۶۳°شرقی |        | ۱۴۹۹ |
| گرده خونی      | ۳۲°۲۳′۲۱″شمالی ۵۱°۴۱′۵۷″شرقی / ۳۲٫۳۸۹۲°شمالی ۵۱٫۶۹۹۲°شرقی |        | ۱۵۰۰ |
| گواره          | ۳۲°۲۲′۱۶″شمالی ۵۱°۲۶′۳۳″شرقی / ۳۲٫۳۷۱۰°شمالی ۵۱٫۴۴۲۵°شرقی |        | ۱۵۰۱ |
| لاشتری         | ۳۲°۲۸′۱۳″شمالی ۵۱°۴۲′۱۱″شرقی / ۳۲٫۴۷۰۳°شمالی ۵۱٫۷۰۳۱°شرقی |        | ۱۵۰۲ |
| لرکش           | ۳۲°۰۹′۵۵″شمالی ۵۱°۱۶′۱۱″شرقی / ۳۲٫۱۶۵۲°شمالی ۵۱٫۲۶۹۷°شرقی |        | ۱۵۰۳ |
| ماک            | ۳۲°۲۲′۳۵″شمالی ۵۱°۳۸′۰۵″شرقی / ۳۲٫۳۷۶۴°شمالی ۵۱٫۶۳۴۷°شرقی |        | ۱۵۰۴ |
| ماک            | ۳۲°۲۰′۰۷″شمالی ۵۱°۴۰′۴۹″شرقی / ۳۲٫۳۳۵۴°شمالی ۵۱٫۶۸۰۲°شرقی |        | ۱۵۰۵ |
| مسیل           | ۳۲°۱۰′۲۴″شمالی ۵۱°۱۵′۲۲″شرقی / ۳۲٫۱۷۳۴°شمالی ۵۱٫۲۵۶۰°شرقی |        | ۱۵۰۶ |
| ملات خارجی     | ۳۲°۱۸′۴۷″شمالی ۵۱°۳۵′۴۴″شرقی / ۳۲٫۳۱۳۱°شمالی ۵۱٫۵۹۵۶°شرقی |        | ۱۵۰۷ |
| نهچیر          | ۳۲°۲۰′۱۲″شمالی ۵۱°۳۵′۰۰″شرقی / ۳۲٫۳۳۶۸°شمالی ۵۱٫۵۸۳۲°شرقی |        | ۱۵۰۸ |
| نوک تیزی       | ۳۲°۲۲′۴۹″شمالی ۵۱°۳۷′۰۸″شرقی / ۳۲٫۳۸۰۳°شمالی ۵۱٫۶۱۸۹°شرقی |        | ۱۵۰۹ |
| هوله کاجی      | ۳۲°۲۴′۰۶″شمالی ۵۱°۴۱′۰۵″شرقی / ۳۲٫۴۰۱۸°شمالی ۵۱٫۶۸۴۸°شرقی |        | ۱۵۱۰ |
| آستانه         | ۳۱°۴۸′۰۱″شمالی ۵۱°۳۵′۴۸″شرقی / ۳۱٫۸۰۰۴°شمالی ۵۱٫۵۹۶۸°شرقی |        | ۱۵۱۱ |
| الخطاب         | ۳۱°۵۹′۲۳″شمالی ۵۱°۳۰′۴۴″شرقی / ۳۱٫۹۸۹۷°شمالی ۵۱٫۵۱۲۱°شرقی |        | ۱۵۱۲ |
| آیریلانچی      | ۳۱°۵۹′۴۳″شمالی ۵۱°۳۳′۲۵″شرقی / ۳۱٫۹۹۵۳°شمالی ۵۱٫۵۵۶۹°شرقی |        | ۱۵۱۳ |
| بازن           | ۳۱°۵۰′۱۶″شمالی ۵۱°۳۷′۳۷″شرقی / ۳۱٫۸۳۷۷°شمالی ۵۱٫۶۲۶۹°شرقی |        | ۱۵۱۴ |
| بازن           | ۳۱°۵۰′۴۸″شمالی ۵۱°۳۶′۴۵″شرقی / ۳۱٫۸۴۶۸°شمالی ۵۱٫۶۱۲۶°شرقی |        | ۱۵۱۵ |
| باغ            | ۳۱°۴۸′۲۹″شمالی ۵۱°۴۳′۱۰″شرقی / ۳۱٫۸۰۸۰°شمالی ۵۱٫۷۱۹۴°شرقی |        | ۱۵۱۶ |
| باغ بزرگ       | ۳۱°۴۹′۱۱″شمالی ۵۱°۴۴′۱۱″شرقی / ۳۱٫۸۱۹۷°شمالی ۵۱٫۷۳۶۴°شرقی |        | ۱۵۱۷ |
| برآفتاب        | ۳۱°۵۶′۴۹″شمالی ۵۱°۳۶′۲۵″شرقی / ۳۱٫۹۴۶۹°شمالی ۵۱٫۶۰۷۰°شرقی |        | ۱۵۱۸ |
| بزرگ           | ۳۲°۱۴′۰۹″شمالی ۵۱°۴۰′۵۱″شرقی / ۳۲٫۲۳۵۷°شمالی ۵۱٫۶۸۰۸°شرقی |        | ۱۵۱۹ |
| بزمگیر         | ۳۱°۵۵′۱۶″شمالی ۵۱°۳۶′۲۶″شرقی / ۳۱٫۹۲۱۱°شمالی ۵۱٫۶۰۷۳°شرقی |        | ۱۵۲۰ |
| بلند           | ۳۱°۴۶′۲۸″شمالی ۵۱°۳۹′۰۲″شرقی / ۳۱٫۷۷۴۴°شمالی ۵۱٫۶۵۰۶°شرقی |        | ۱۵۲۱ |
| بوبره          | ۳۱°۴۷′۳۵″شمالی ۵۱°۳۵′۳۶″شرقی / ۳۱٫۷۹۳۰°شمالی ۵۱٫۵۹۳۳°شرقی |        | ۱۵۲۲ |
| پوزه زریا      | ۳۲°۰۰′۱۸″شمالی ۵۱°۳۲′۰۶″شرقی / ۳۲٫۰۰۴۹°شمالی ۵۱٫۵۳۴۹°شرقی |        | ۱۵۲۳ |
| تخشاما         | ۳۱°۵۹′۵۲″شمالی ۵۱°۲۷′۴۶″شرقی / ۳۱٫۹۹۷۹°شمالی ۵۱٫۴۶۲۸°شرقی |        | ۱۵۲۴ |
| تن پغری        | ۳۱°۵۸′۱۲″شمالی ۵۱°۳۴′۳۱″شرقی / ۳۱٫۹۷۰۰°شمالی ۵۱٫۵۷۵۴°شرقی |        | ۱۵۲۵ |
| تیر            | ۳۲°۰۳′۴۲″شمالی ۵۱°۴۱′۲۳″شرقی / ۳۲٫۰۶۱۷°شمالی ۵۱٫۶۸۹۶°شرقی |        | ۱۵۲۶ |
| جازر           | ۳۲°۰۲′۵۶″شمالی ۵۱°۳۱′۴۷″شرقی / ۳۲٫۰۴۹۰°شمالی ۵۱٫۵۲۹۸°شرقی |        | ۱۵۲۷ |
| جازرد          | ۳۱°۵۹′۴۱″شمالی ۵۱°۳۲′۲۴″شرقی / ۳۱٫۹۹۴۷°شمالی ۵۱٫۵۴۰۱°شرقی |        | ۱۵۲۸ |
| چاه زنگ        | ۳۲°۰۲′۳۲″شمالی ۵۱°۴۰′۱۳″شرقی / ۳۲٫۰۴۲۲°شمالی ۵۱٫۶۷۰۴°شرقی |        | ۱۵۲۹ |
| چاه نی         | ۳۲°۰۰′۵۴″شمالی ۵۱°۳۵′۴۰″شرقی / ۳۲٫۰۱۵۰°شمالی ۵۱٫۵۹۴۵°شرقی |        | ۱۵۳۰ |
| چشمه داغی      | ۳۲°۰۱′۵۵″شمالی ۵۱°۲۸′۰۸″شرقی / ۳۲٫۰۳۲۰°شمالی ۵۱٫۴۶۸۹°شرقی |        | ۱۵۳۱ |
| چشمه ده        | ۳۱°۵۸′۵۷″شمالی ۵۱°۲۶′۳۷″شرقی / ۳۱٫۹۸۲۶°شمالی ۵۱٫۴۴۳۶°شرقی |        | ۱۵۳۲ |
| چشمه علی دره   | ۳۲°۰۰′۵۹″شمالی ۵۱°۳۱′۰۸″شرقی / ۳۲٫۰۱۶۴°شمالی ۵۱٫۵۱۸۸°شرقی |        | ۱۵۳۳ |
| چشمه قاسم      | ۳۲°۰۹′۱۳″شمالی ۵۱°۴۵′۰۸″شرقی / ۳۲٫۱۵۳۵°شمالی ۵۱٫۷۵۲۱°شرقی |        | ۱۵۳۴ |
| چکاب           | ۳۱°۵۸′۱۳″شمالی ۵۱°۳۰′۰۶″شرقی / ۳۱٫۹۷۰۳°شمالی ۵۱٫۵۰۱۸°شرقی |        | ۱۵۳۵ |
| چهارقاجا       | ۳۱°۵۹′۵۳″شمالی ۵۱°۳۵′۲۳″شرقی / ۳۱٫۹۹۸۰°شمالی ۵۱٫۵۸۹۷°شرقی |        | ۱۵۳۶ |
| چهارقاچ        | ۳۱°۵۳′۳۲″شمالی ۵۱°۲۷′۳۱″شرقی / ۳۱٫۸۹۲۲°شمالی ۵۱٫۴۵۸۷°شرقی |        | ۱۵۳۷ |
| چهل مرادی      | ۳۱°۵۴′۵۰″شمالی ۵۱°۳۶′۴۲″شرقی / ۳۱٫۹۱۳۹°شمالی ۵۱٫۶۱۱۷°شرقی |        | ۱۵۳۸ |
| چونبه          | ۳۱°۵۵′۰۶″شمالی ۵۱°۳۹′۱۴″شرقی / ۳۱٫۹۱۸۳°شمالی ۵۱٫۶۵۳۹°شرقی |        | ۱۵۳۹ |
| حوض میل        | ۳۲°۰۲′۳۸″شمالی ۵۱°۳۹′۴۲″شرقی / ۳۲٫۰۴۳۸°شمالی ۵۱٫۶۶۱۸°شرقی |        | ۱۵۴۰ |
| خوارزنه        | ۳۱°۵۹′۵۲″شمالی ۵۱°۴۰′۴۵″شرقی / ۳۱٫۹۹۷۷°شمالی ۵۱٫۶۷۹۱°شرقی |        | ۱۵۴۱ |
| خیگانه         | ۳۱°۵۹′۵۳″شمالی ۵۱°۲۶′۴۸″شرقی / ۳۱٫۹۹۸۰°شمالی ۵۱٫۴۴۶۸°شرقی |        | ۱۵۴۲ |
| دره انجیر      | ۳۲°۱۲′۲۹″شمالی ۵۱°۴۲′۴۶″شرقی / ۳۲٫۲۰۸۰°شمالی ۵۱٫۷۱۲۹°شرقی |        | ۱۵۴۳ |
| دره شغالی      | ۳۱°۵۴′۲۱″شمالی ۵۱°۳۹′۳۸″شرقی / ۳۱٫۹۰۵۸°شمالی ۵۱٫۶۶۰۶°شرقی |        | ۱۵۴۴ |
| دره لدره       | ۳۱°۴۹′۴۲″شمالی ۵۱°۴۰′۳۶″شرقی / ۳۱٫۸۲۸۳°شمالی ۵۱٫۶۷۶۶°شرقی |        | ۱۵۴۵ |
| دره لری        | ۳۱°۵۵′۵۶″شمالی ۵۱°۲۵′۵۳″شرقی / ۳۱٫۹۳۲۱°شمالی ۵۱٫۴۳۱۳°شرقی |        | ۱۵۴۶ |
| دره یک کوهه    | ۳۲°۱۱′۵۹″شمالی ۵۱°۴۱′۱۶″شرقی / ۳۲٫۱۹۹۷°شمالی ۵۱٫۶۸۷۸°شرقی |        | ۱۵۴۷ |
| دزدگاه         | ۳۱°۵۶′۴۵″شمالی ۵۱°۳۸′۴۷″شرقی / ۳۱٫۹۴۵۹°شمالی ۵۱٫۶۴۶۳°شرقی |        | ۱۵۴۸ |
| دشتک زیرکوه    | ۳۱°۵۳′۱۴″شمالی ۵۱°۲۹′۱۰″شرقی / ۳۱٫۸۸۷۲°شمالی ۵۱٫۴۸۶۲°شرقی |        | ۱۵۴۹ |
| دشتک زیرکوه    | ۳۱°۵۳′۳۴″شمالی ۵۱°۳۰′۰۳″شرقی / ۳۱٫۸۹۲۷°شمالی ۵۱٫۵۰۰۷°شرقی |        | ۱۵۵۰ |
| دیزیچه         | ۳۱°۵۴′۳۷″شمالی ۵۱°۴۴′۰۰″شرقی / ۳۱٫۹۱۰۲°شمالی ۵۱٫۷۳۳۲°شرقی |        | ۱۵۵۱ |
| روغنی          | ۳۱°۴۷′۳۶″شمالی ۵۱°۴۲′۳۶″شرقی / ۳۱٫۷۹۳۴°شمالی ۵۱٫۷۱۰۰°شرقی |        | ۱۵۵۲ |
| زمان کیخاه     | ۳۲°۰۲′۱۷″شمالی ۵۱°۲۹′۱۳″شرقی / ۳۲٫۰۳۸۱°شمالی ۵۱٫۴۸۷۰°شرقی |        | ۱۵۵۳ |
| زندان          | ۳۲°۰۹′۳۷″شمالی ۵۱°۴۳′۰۶″شرقی / ۳۲٫۱۶۰۳°شمالی ۵۱٫۷۱۸۲°شرقی |        | ۱۵۵۴ |
| زیریا          | ۳۱°۵۸′۲۳″شمالی ۵۱°۳۲′۴۸″شرقی / ۳۱٫۹۷۳۰°شمالی ۵۱٫۵۴۶۷°شرقی |        | ۱۵۵۵ |
| سامان داغی     | ۳۲°۰۳′۰۶″شمالی ۵۱°۲۶′۴۷″شرقی / ۳۲٫۰۵۱۶°شمالی ۵۱٫۴۴۶۵°شرقی |        | ۱۵۵۶ |
| سرچاه          | ۳۱°۵۵′۴۵″شمالی ۵۱°۲۶′۵۳″شرقی / ۳۱٫۹۲۹۲°شمالی ۵۱٫۴۴۸۱°شرقی |        | ۱۵۵۷ |
| سفید           | ۳۲°۰۳′۲۳″شمالی ۵۱°۲۷′۲۰″شرقی / ۳۲٫۰۵۶۳°شمالی ۵۱٫۴۵۵۶°شرقی |        | ۱۵۵۸ |
| سنگ ریخته      | ۳۲°۰۰′۲۷″شمالی ۵۱°۳۷′۴۱″شرقی / ۳۲٫۰۰۷۵°شمالی ۵۱٫۶۲۸۰°شرقی |        | ۱۵۵۹ |
| سنگ شهریاری    | ۳۱°۵۲′۰۶″شمالی ۵۱°۳۷′۳۳″شرقی / ۳۱٫۸۶۸۴°شمالی ۵۱٫۶۲۵۷°شرقی |        | ۱۵۶۰ |
| سنگ شهریاری    | ۳۱°۵۱′۵۵″شمالی ۵۱°۳۷′۱۷″شرقی / ۳۱٫۸۶۵۳°شمالی ۵۱٫۶۲۱۳°شرقی |        | ۱۵۶۱ |
| سنگری          | ۳۲°۰۰′۳۰″شمالی ۵۱°۲۶′۳۴″شرقی / ۳۲٫۰۰۸۳°شمالی ۵۱٫۴۴۲۹°شرقی |        | ۱۵۶۲ |
| سنگو           | ۳۱°۵۳′۱۱″شمالی ۵۱°۴۳′۳۳″شرقی / ۳۱٫۸۸۶۴°شمالی ۵۱٫۷۲۵۹°شرقی |        | ۱۵۶۳ |
| سنگو           | ۳۱°۵۲′۱۱″شمالی ۵۱°۴۳′۳۰″شرقی / ۳۱٫۸۶۹۸°شمالی ۵۱٫۷۲۵۱°شرقی |        | ۱۵۶۴ |
| سه پاجی        | ۳۲°۰۰′۰۴″شمالی ۵۱°۴۰′۲۲″شرقی / ۳۲٫۰۰۱۲°شمالی ۵۱٫۶۷۲۹°شرقی |        | ۱۵۶۵ |
| سه دریها       | ۳۱°۵۷′۱۳″شمالی ۵۱°۳۷′۰۰″شرقی / ۳۱٫۹۵۳۷°شمالی ۵۱٫۶۱۶۸°شرقی |        | ۱۵۶۶ |
| سه کوهه        | ۳۲°۱۴′۲۷″شمالی ۵۱°۴۰′۵۲″شرقی / ۳۲٫۲۴۰۸°شمالی ۵۱٫۶۸۱۲°شرقی |        | ۱۵۶۷ |
| سواجیل         | ۳۱°۵۹′۲۰″شمالی ۵۱°۳۷′۴۴″شرقی / ۳۱٫۹۸۸۹°شمالی ۵۱٫۶۲۸۹°شرقی |        | ۱۵۶۸ |
| سواجیل         | ۳۱°۵۹′۱۲″شمالی ۵۱°۳۷′۲۱″شرقی / ۳۱٫۹۸۶۸°شمالی ۵۱٫۶۲۲۴°شرقی |        | ۱۵۶۹ |
| سیاه           | ۳۲°۰۹′۲۰″شمالی ۵۱°۴۲′۳۴″شرقی / ۳۲٫۱۵۵۵°شمالی ۵۱٫۷۰۹۴°شرقی |        | ۱۵۷۰ |
| سیاه           | ۳۲°۰۲′۴۵″شمالی ۵۱°۲۹′۳۹″شرقی / ۳۲٫۰۴۵۷°شمالی ۵۱٫۴۹۴۲°شرقی |        | ۱۵۷۱ |
| سیاه           | ۳۲°۰۳′۱۴″شمالی ۵۱°۳۰′۱۸″شرقی / ۳۲٫۰۵۳۹°شمالی ۵۱٫۵۰۴۹°شرقی |        | ۱۵۷۲ |
| سیاه تخت       | ۳۲°۰۱′۰۸″شمالی ۵۱°۲۹′۰۹″شرقی / ۳۲٫۰۱۹۰°شمالی ۵۱٫۴۸۵۹°شرقی |        | ۱۵۷۳ |
| سیاه تخشاما    | ۳۱°۵۹′۵۲″شمالی ۵۱°۲۹′۲۷″شرقی / ۳۱٫۹۹۷۸°شمالی ۵۱٫۴۹۰۹°شرقی |        | ۱۵۷۴ |
| سیاه کوه       | ۳۱°۵۰′۵۹″شمالی ۵۱°۴۲′۲۷″شرقی / ۳۱٫۸۴۹۸°شمالی ۵۱٫۷۰۷۵°شرقی |        | ۱۵۷۵ |
| سیاه کوه       | ۳۱°۵۲′۱۶″شمالی ۵۱°۴۰′۰۷″شرقی / ۳۱٫۸۷۱۲°شمالی ۵۱٫۶۶۸۵°شرقی |        | ۱۵۷۶ |
| سیاه کوه       | ۳۱°۵۲′۰۴″شمالی ۵۱°۴۱′۳۰″شرقی / ۳۱٫۸۶۷۹°شمالی ۵۱٫۶۹۱۶°شرقی |        | ۱۵۷۷ |
| سیرو           | ۳۱°۵۴′۴۱″شمالی ۵۱°۳۳′۴۷″شرقی / ۳۱٫۹۱۱۴°شمالی ۵۱٫۵۶۳۱°شرقی |        | ۱۵۷۸ |
| سینه یازده     | ۳۲°۱۱′۳۷″شمالی ۵۱°۴۲′۱۷″شرقی / ۳۲٫۱۹۳۵°شمالی ۵۱٫۷۰۴۷°شرقی |        | ۱۵۷۹ |
| شاه ذکریا      | ۳۱°۴۹′۰۸″شمالی ۵۱°۳۳′۵۱″شرقی / ۳۱٫۸۱۹۰°شمالی ۵۱٫۵۶۴۲°شرقی |        | ۱۵۸۰ |
| شاه مار        | ۳۲°۰۰′۵۶″شمالی ۵۱°۲۹′۱۰″شرقی / ۳۲٫۰۱۵۵°شمالی ۵۱٫۴۸۶۰°شرقی |        | ۱۵۸۱ |
| شاه نشین       | ۳۲°۰۷′۴۲″شمالی ۵۱°۴۲′۳۶″شرقی / ۳۲٫۱۲۸۲°شمالی ۵۱٫۷۱۰۱°شرقی |        | ۱۵۸۲ |
| شاهوردی        | ۳۱°۵۳′۰۵″شمالی ۵۱°۳۶′۲۴″شرقی / ۳۱٫۸۸۴۶°شمالی ۵۱٫۶۰۶۸°شرقی |        | ۱۵۸۳ |
| شب سنگ         | ۳۱°۵۷′۳۸″شمالی ۵۱°۳۷′۳۳″شرقی / ۳۱٫۹۶۰۶°شمالی ۵۱٫۶۲۵۸°شرقی |        | ۱۵۸۴ |
| شب سنگ         | ۳۱°۵۷′۴۱″شمالی ۵۱°۳۷′۰۸″شرقی / ۳۱٫۹۶۱۳°شمالی ۵۱٫۶۱۹۰°شرقی |        | ۱۵۸۵ |
| شقا            | ۳۱°۵۲′۴۶″شمالی ۵۱°۳۷′۰۴″شرقی / ۳۱٫۸۷۹۵°شمالی ۵۱٫۶۱۷۹°شرقی |        | ۱۵۸۶ |
| شیرین دره سی   | ۳۱°۵۷′۵۷″شمالی ۵۱°۲۶′۵۶″شرقی / ۳۱٫۹۶۵۹°شمالی ۵۱٫۴۴۹۰°شرقی |        | ۱۵۸۷ |
| عباس‌آباد       | ۳۱°۵۶′۵۲″شمالی ۵۱°۲۸′۲۲″شرقی / ۳۱٫۹۴۷۷°شمالی ۵۱٫۴۷۲۹°شرقی |        | ۱۵۸۸ |
| عبدالنبی       | ۳۱°۵۶′۲۳″شمالی ۵۱°۲۵′۵۶″شرقی / ۳۱٫۹۳۹۷°شمالی ۵۱٫۴۳۲۳°شرقی |        | ۱۵۸۹ |
| عبدالنبی       | ۳۱°۵۵′۰۴″شمالی ۵۱°۲۷′۲۸″شرقی / ۳۱٫۹۱۷۸°شمالی ۵۱٫۴۵۷۹°شرقی |        | ۱۵۹۰ |
| قاراجا         | ۳۱°۵۹′۰۳″شمالی ۵۱°۳۴′۳۱″شرقی / ۳۱٫۹۸۴۳°شمالی ۵۱٫۵۷۵۴°شرقی |        | ۱۵۹۱ |
| قشلاق آیروز    | ۳۱°۵۹′۲۰″شمالی ۵۱°۲۹′۰۰″شرقی / ۳۱٫۹۸۹۰°شمالی ۵۱٫۴۸۳۲°شرقی |        | ۱۵۹۲ |
| قشلاق آیروز    | ۳۱°۵۸′۴۷″شمالی ۵۱°۳۰′۰۱″شرقی / ۳۱٫۹۷۹۷°شمالی ۵۱٫۵۰۰۳°شرقی |        | ۱۵۹۳ |
| قلاری          | ۳۱°۵۵′۱۵″شمالی ۵۱°۳۷′۳۹″شرقی / ۳۱٫۹۲۰۹°شمالی ۵۱٫۶۲۷۴°شرقی |        | ۱۵۹۴ |
| قلعه ور        | ۳۱°۵۳′۵۳″شمالی ۵۱°۲۹′۱۷″شرقی / ۳۱٫۸۹۸۰°شمالی ۵۱٫۴۸۸۰°شرقی |        | ۱۵۹۵ |
| قله سیاه       | ۳۱°۴۷′۱۰″شمالی ۵۱°۴۶′۱۱″شرقی / ۳۱٫۷۸۶۰°شمالی ۵۱٫۷۶۹۷°شرقی |        | ۱۵۹۶ |
| قوچ            | ۳۲°۰۶′۱۸″شمالی ۵۱°۴۶′۲۱″شرقی / ۳۲٫۱۰۵۱°شمالی ۵۱٫۷۷۲۵°شرقی |        | ۱۵۹۷ |
| کاچک           | ۳۲°۰۴′۵۹″شمالی ۵۱°۴۱′۳۲″شرقی / ۳۲٫۰۸۳۰°شمالی ۵۱٫۶۹۲۲°شرقی |        | ۱۵۹۸ |
| کرسوره         | ۳۱°۴۹′۱۶″شمالی ۵۱°۳۷′۰۶″شرقی / ۳۱٫۸۲۱۰°شمالی ۵۱٫۶۱۸۳°شرقی |        | ۱۵۹۹ |
| کل             | ۳۱°۵۴′۱۶″شمالی ۵۱°۴۲′۵۷″شرقی / ۳۱٫۹۰۴۴°شمالی ۵۱٫۷۱۵۹°شرقی |        | ۱۶۰۰ |
| کل باقری       | ۳۱°۵۸′۵۰″شمالی ۵۱°۳۷′۳۵″شرقی / ۳۱٫۹۸۰۵°شمالی ۵۱٫۶۲۶۴°شرقی |        | ۱۶۰۱ |
| کل باقری       | ۳۱°۵۸′۳۹″شمالی ۵۱°۳۷′۱۵″شرقی / ۳۱٫۹۷۷۴°شمالی ۵۱٫۶۲۰۹°شرقی |        | ۱۶۰۲ |
| کلاه قاضی      | ۳۲°۰۰′۲۸″شمالی ۵۱°۳۲′۲۶″شرقی / ۳۲٫۰۰۷۹°شمالی ۵۱٫۵۴۰۵°شرقی |        | ۱۶۰۳ |
| کمچکلی         | ۳۲°۰۲′۱۱″شمالی ۵۱°۳۰′۴۴″شرقی / ۳۲٫۰۳۶۵°شمالی ۵۱٫۵۱۲۲°شرقی |        | ۱۶۰۴ |
| کوپه سفید      | ۳۱°۵۱′۳۳″شمالی ۵۱°۳۸′۱۶″شرقی / ۳۱٫۸۵۹۲°شمالی ۵۱٫۶۳۷۹°شرقی |        | ۱۶۰۵ |
| کوه‌های دشتک    | ۳۱°۵۰′۴۱″شمالی ۵۱°۲۵′۱۲″شرقی / ۳۱٫۸۴۴۸°شمالی ۵۱٫۴۲۰۱°شرقی |        | ۱۶۰۶ |
| کوه‌های دشتک    | ۳۱°۵۱′۰۴″شمالی ۵۱°۲۶′۳۲″شرقی / ۳۱٫۸۵۱۰°شمالی ۵۱٫۴۴۲۳°شرقی |        | ۱۶۰۷ |
| گرد            | ۳۱°۵۷′۳۰″شمالی ۵۱°۴۲′۰۴″شرقی / ۳۱٫۹۵۸۳°شمالی ۵۱٫۷۰۱۰°شرقی |        | ۱۶۰۸ |
| گردنه قویی     | ۳۲°۰۱′۴۶″شمالی ۵۱°۲۹′۴۰″شرقی / ۳۲٫۰۲۹۴°شمالی ۵۱٫۴۹۴۵°شرقی |        | ۱۶۰۹ |
| گردنه قوئی     | ۳۲°۰۱′۵۸″شمالی ۵۱°۳۰′۰۶″شرقی / ۳۲٫۰۳۲۹°شمالی ۵۱٫۵۰۱۶°شرقی |        | ۱۶۱۰ |
| گردنه گز       | ۳۲°۱۱′۲۱″شمالی ۵۱°۴۲′۲۶″شرقی / ۳۲٫۱۸۹۱°شمالی ۵۱٫۷۰۷۳°شرقی |        | ۱۶۱۱ |
| گزدال          | ۳۱°۴۶′۰۰″شمالی ۵۱°۳۷′۴۲″شرقی / ۳۱٫۷۶۶۸°شمالی ۵۱٫۶۲۸۲°شرقی |        | ۱۶۱۲ |
| گلاجیک         | ۳۱°۴۹′۳۸″شمالی ۵۱°۳۲′۲۱″شرقی / ۳۱٫۸۲۷۲°شمالی ۵۱٫۵۳۹۳°شرقی |        | ۱۶۱۳ |
| لازرد          | ۳۲°۰۴′۳۸″شمالی ۵۱°۲۶′۴۰″شرقی / ۳۲٫۰۷۷۲°شمالی ۵۱٫۴۴۴۴°شرقی |        | ۱۶۱۴ |
| لرکش           | ۳۲°۰۴′۵۲″شمالی ۵۱°۴۴′۲۱″شرقی / ۳۲٫۰۸۱۱°شمالی ۵۱٫۷۳۹۳°شرقی |        | ۱۶۱۵ |
| لیواس          | ۳۱°۴۹′۲۹″شمالی ۵۱°۴۱′۳۰″شرقی / ۳۱٫۸۲۴۸°شمالی ۵۱٫۶۹۱۶°شرقی |        | ۱۶۱۶ |
| لیواس          | ۳۱°۴۷′۰۲″شمالی ۵۱°۴۱′۵۷″شرقی / ۳۱٫۷۸۳۹°شمالی ۵۱٫۶۹۹۱°شرقی |        | ۱۶۱۷ |
| مرغک           | ۳۱°۴۸′۵۷″شمالی ۵۱°۳۹′۰۳″شرقی / ۳۱٫۸۱۵۷°شمالی ۵۱٫۶۵۰۸°شرقی |        | ۱۶۱۸ |
| مرغک           | ۳۱°۴۷′۳۹″شمالی ۵۱°۳۸′۴۱″شرقی / ۳۱٫۷۹۴۳°شمالی ۵۱٫۶۴۴۸°شرقی |        | ۱۶۱۹ |
| منار           | ۳۱°۵۶′۳۱″شمالی ۵۱°۳۴′۴۷″شرقی / ۳۱٫۹۴۱۹°شمالی ۵۱٫۵۷۹۷°شرقی |        | ۱۶۲۰ |
| نثارسنگ بزرگ   | ۳۲°۰۳′۴۲″شمالی ۵۱°۲۶′۴۶″شرقی / ۳۲٫۰۶۱۷°شمالی ۵۱٫۴۴۶۲°شرقی |        | ۱۶۲۱ |
| نسارکرخونی     | ۳۱°۵۷′۱۴″شمالی ۵۱°۲۹′۰۴″شرقی / ۳۱٫۹۵۳۸°شمالی ۵۱٫۴۸۴۴°شرقی |        | ۱۶۲۲ |
| نسارکرخونی     | ۳۱°۵۶′۵۱″شمالی ۵۱°۳۰′۰۴″شرقی / ۳۱٫۹۴۷۴°شمالی ۵۱٫۵۰۱۰°شرقی |        | ۱۶۲۳ |
| نعل شکن        | ۳۲°۱۰′۴۱″شمالی ۵۱°۴۳′۲۹″شرقی / ۳۲٫۱۷۸۱°شمالی ۵۱٫۷۲۴۶°شرقی |        | ۱۶۲۴ |
| نیله           | ۳۱°۵۶′۴۶″شمالی ۵۱°۳۸′۰۳″شرقی / ۳۱٫۹۴۶۰°شمالی ۵۱٫۶۳۴۲°شرقی |        | ۱۶۲۵ |
| هزارمرد        | ۳۱°۴۸′۱۶″شمالی ۵۱°۳۶′۵۰″شرقی / ۳۱٫۸۰۴۵°شمالی ۵۱٫۶۱۴۰°شرقی |        | ۱۶۲۶ |
| هزارمرد        | ۳۱°۵۴′۵۸″شمالی ۵۱°۳۷′۲۲″شرقی / ۳۱٫۹۱۶۰°شمالی ۵۱٫۶۲۲۹°شرقی |        | ۱۶۲۷ |
| ولی            | ۳۱°۴۶′۳۵″شمالی ۵۱°۴۴′۱۹″شرقی / ۳۱٫۷۷۶۴°شمالی ۵۱٫۷۳۸۷°شرقی |        | ۱۶۲۸ |
| یال زرد        | ۳۲°۱۰′۱۶″شمالی ۵۱°۴۲′۱۲″شرقی / ۳۲٫۱۷۱۱°شمالی ۵۱٫۷۰۳۲°شرقی |        | ۱۶۲۹ |
| یوزانجیری      | ۳۱°۵۳′۴۶″شمالی ۵۱°۳۶′۳۶″شرقی / ۳۱٫۸۹۶۱°شمالی ۵۱٫۶۰۹۹°شرقی |        | ۱۶۳۰ |
| یوزگیر         | ۳۲°۰۰′۵۱″شمالی ۵۱°۳۶′۵۰″شرقی / ۳۲٫۰۱۴۳°شمالی ۵۱٫۶۱۴۰°شرقی |        | ۱۶۳۱ |
| آدمارضاخان     | ۳۲°۰۸′۴۱″شمالی ۵۱°۴۶′۲۲″شرقی / ۳۲٫۱۴۴۶°شمالی ۵۱٫۷۷۲۷°شرقی |        | ۱۶۳۲ |
| آس             | ۳۱°۴۴′۱۰″شمالی ۵۱°۴۴′۰۰″شرقی / ۳۱٫۷۳۶۲°شمالی ۵۱٫۷۳۳۲°شرقی |        | ۱۶۳۳ |
| آس             | ۳۱°۴۵′۰۲″شمالی ۵۱°۴۳′۳۳″شرقی / ۳۱٫۷۵۰۶°شمالی ۵۱٫۷۲۵۸°شرقی |        | ۱۶۳۴ |
| آسیاب شاه      | ۳۲°۱۱′۱۶″شمالی ۵۱°۵۲′۰۵″شرقی / ۳۲٫۱۸۷۷°شمالی ۵۱٫۸۶۸۱°شرقی |        | ۱۶۳۵ |
| امامزاده       | ۳۲°۱۶′۵۶″شمالی ۵۱°۴۸′۴۱″شرقی / ۳۲٫۲۸۲۱°شمالی ۵۱٫۸۱۱۴°شرقی |        | ۱۶۳۶ |
| امین آباد      | ۳۱°۳۳′۱۸″شمالی ۵۲°۰۰′۱۵″شرقی / ۳۱٫۵۵۵۱°شمالی ۵۲٫۰۰۴۲°شرقی |        | ۱۶۳۷ |
| انجیره         | ۳۱°۳۷′۵۳″شمالی ۵۱°۵۷′۰۵″شرقی / ۳۱٫۶۳۱۴°شمالی ۵۱٫۹۵۱۴°شرقی |        | ۱۶۳۸ |
| باریک          | ۳۲°۱۴′۴۰″شمالی ۵۱°۴۳′۰۶″شرقی / ۳۲٫۲۴۴۴°شمالی ۵۱٫۷۱۸۲°شرقی |        | ۱۶۳۹ |
| باریکه         | ۳۲°۱۳′۳۸″شمالی ۵۱°۴۳′۲۶″شرقی / ۳۲٫۲۲۷۳°شمالی ۵۱٫۷۲۴۰°شرقی |        | ۱۶۴۰ |
| باریکه مهیار   | ۳۲°۱۶′۰۵″شمالی ۵۱°۴۶′۴۵″شرقی / ۳۲٫۲۶۸۱°شمالی ۵۱٫۷۷۹۲°شرقی |        | ۱۶۴۱ |
| باریکی         | ۳۱°۴۵′۱۸″شمالی ۵۱°۴۵′۴۲″شرقی / ۳۱٫۷۵۵۰°شمالی ۵۱٫۷۶۱۷°شرقی |        | ۱۶۴۲ |
| باریکی         | ۳۱°۴۴′۱۰″شمالی ۵۱°۴۶′۲۶″شرقی / ۳۱٫۷۳۶۱°شمالی ۵۱٫۷۷۳۹°شرقی |        | ۱۶۴۳ |
| باغ میرزا      | ۳۲°۰۸′۵۱″شمالی ۵۱°۵۶′۰۴″شرقی / ۳۲٫۱۴۷۵°شمالی ۵۱٫۹۳۴۵°شرقی |        | ۱۶۴۴ |
| بزقوچ          | ۳۱°۳۸′۵۸″شمالی ۵۱°۵۵′۰۵″شرقی / ۳۱٫۶۴۹۵°شمالی ۵۱٫۹۱۸۱°شرقی |        | ۱۶۴۵ |
| بیدبلاقی       | ۳۱°۲۶′۵۲″شمالی ۵۱°۴۶′۳۹″شرقی / ۳۱٫۴۴۷۸°شمالی ۵۱٫۷۷۷۴°شرقی |        | ۱۶۴۶ |
| بیدرعلی        | ۳۱°۳۴′۵۸″شمالی ۵۱°۴۶′۵۶″شرقی / ۳۱٫۵۸۲۷°شمالی ۵۱٫۷۸۲۳°شرقی |        | ۱۶۴۷ |
| پلنگی          | ۳۲°۰۹′۵۰″شمالی ۵۱°۴۶′۲۱″شرقی / ۳۲٫۱۶۴۰°شمالی ۵۱٫۷۷۲۴°شرقی |        | ۱۶۴۸ |
| پلنگی          | ۳۱°۳۸′۱۹″شمالی ۵۱°۵۴′۱۳″شرقی / ۳۱٫۶۳۸۵°شمالی ۵۱٫۹۰۳۵°شرقی |        | ۱۶۴۹ |
| پلنگی          | ۳۱°۳۵′۳۵″شمالی ۵۱°۵۶′۴۶″شرقی / ۳۱٫۵۹۳۰°شمالی ۵۱٫۹۴۶۱°شرقی |        | ۱۶۵۰ |
| تک تکا         | ۳۲°۱۹′۴۱″شمالی ۵۱°۴۲′۵۵″شرقی / ۳۲٫۳۲۸۱°شمالی ۵۱٫۷۱۵۲°شرقی |        | ۱۶۵۱ |
| تل خرگوشی      | ۳۱°۵۱′۵۸″شمالی ۵۱°۵۸′۲۶″شرقی / ۳۱٫۸۶۶۰°شمالی ۵۱٫۹۷۳۸°شرقی |        | ۱۶۵۲ |
| تیمورکش        | ۳۲°۲۰′۳۶″شمالی ۵۱°۵۳′۰۱″شرقی / ۳۲٫۳۴۳۳°شمالی ۵۱٫۸۸۳۶°شرقی |        | ۱۶۵۳ |
| چارقاش         | ۳۱°۲۷′۳۷″شمالی ۵۱°۴۵′۲۰″شرقی / ۳۱٫۴۶۰۲°شمالی ۵۱٫۷۵۵۶°شرقی |        | ۱۶۵۴ |
| چاه گز         | ۳۲°۱۰′۵۱″شمالی ۵۱°۴۴′۱۳″شرقی / ۳۲٫۱۸۰۸°شمالی ۵۱٫۷۳۷۰°شرقی |        | ۱۶۵۵ |
| چغات سیاه      | ۳۲°۱۶′۳۵″شمالی ۵۱°۴۴′۰۰″شرقی / ۳۲٫۲۷۶۵°شمالی ۵۱٫۷۳۳۴°شرقی |        | ۱۶۵۶ |
| چغات سیاه      | ۳۲°۱۵′۴۳″شمالی ۵۱°۴۵′۰۶″شرقی / ۳۲٫۲۶۱۹°شمالی ۵۱٫۷۵۱۸°شرقی |        | ۱۶۵۷ |
| چهارخاجی       | ۳۱°۳۴′۴۴″شمالی ۵۱°۴۵′۳۲″شرقی / ۳۱٫۵۷۹۰°شمالی ۵۱٫۷۵۸۹°شرقی |        | ۱۶۵۸ |
| حاجی‌آباد       | ۳۱°۳۹′۵۱″شمالی ۵۱°۵۳′۰۷″شرقی / ۳۱٫۶۶۴۲°شمالی ۵۱٫۸۸۵۳°شرقی |        | ۱۶۵۹ |
| حاجی‌آباد       | ۳۱°۴۱′۲۰″شمالی ۵۱°۵۱′۴۲″شرقی / ۳۱٫۶۸۸۸°شمالی ۵۱٫۸۶۱۶°شرقی |        | ۱۶۶۰ |
| خروس گلیوه     | ۳۱°۳۸′۴۸″شمالی ۵۱°۴۴′۱۸″شرقی / ۳۱٫۶۴۶۷°شمالی ۵۱٫۷۳۸۳°شرقی |        | ۱۶۶۱ |
| خنو            | ۳۱°۳۵′۴۲″شمالی ۵۱°۵۰′۰۸″شرقی / ۳۱٫۵۹۵۰°شمالی ۵۱٫۸۳۵۶°شرقی |        | ۱۶۶۲ |
| دامزار         | ۳۲°۰۰′۰۹″شمالی ۵۱°۵۲′۵۸″شرقی / ۳۲٫۰۰۲۵°شمالی ۵۱٫۸۸۲۸°شرقی |        | ۱۶۶۳ |
| درازکوه        | ۳۲°۰۳′۰۰″شمالی ۵۱°۴۷′۴۱″شرقی / ۳۲٫۰۴۹۹°شمالی ۵۱٫۷۹۴۶°شرقی |        | ۱۶۶۴ |
| دراشکفت        | ۳۱°۴۶′۲۷″شمالی ۵۲°۰۷′۴۷″شرقی / ۳۱٫۷۷۴۲°شمالی ۵۲٫۱۲۹۷°شرقی |        | ۱۶۶۵ |
| دره آقلی       | ۳۱°۴۲′۲۱″شمالی ۵۱°۴۳′۳۱″شرقی / ۳۱٫۷۰۵۸°شمالی ۵۱٫۷۲۵۴°شرقی |        | ۱۶۶۶ |
| دره نقشی       | ۳۱°۴۰′۱۵″شمالی ۵۱°۴۳′۳۱″شرقی / ۳۱٫۶۷۰۹°شمالی ۵۱٫۷۲۵۴°شرقی |        | ۱۶۶۷ |
| دماغ سفید      | ۳۱°۴۹′۱۷″شمالی ۵۲°۰۲′۳۴″شرقی / ۳۱٫۸۲۱۳°شمالی ۵۲٫۰۴۲۸°شرقی |        | ۱۶۶۸ |
| دماغه اوشور    | ۳۲°۰۴′۲۷″شمالی ۵۱°۵۹′۴۱″شرقی / ۳۲٫۰۷۴۱°شمالی ۵۱٫۹۹۴۶°شرقی |        | ۱۶۶۹ |
| دملا           | ۳۱°۵۶′۱۴″شمالی ۵۱°۵۵′۱۶″شرقی / ۳۱٫۹۳۷۳°شمالی ۵۱٫۹۲۱۰°شرقی |        | ۱۶۷۰ |
| دنباله دار     | ۳۲°۰۶′۲۵″شمالی ۵۱°۵۰′۲۲″شرقی / ۳۲٫۱۰۶۹°شمالی ۵۱٫۸۳۹۵°شرقی |        | ۱۶۷۱ |
| دهنه دروازه    | ۳۲°۱۸′۱۷″شمالی ۵۱°۵۴′۴۹″شرقی / ۳۲٫۳۰۴۷°شمالی ۵۱٫۹۱۳۷°شرقی |        | ۱۶۷۲ |
| دهنه دروازه    | ۳۲°۱۹′۰۲″شمالی ۵۱°۵۲′۰۸″شرقی / ۳۲٫۳۱۷۳°شمالی ۵۱٫۸۶۸۹°شرقی |        | ۱۶۷۳ |
| دهنه فراخ      | ۳۲°۰۵′۳۳″شمالی ۵۱°۵۰′۵۳″شرقی / ۳۲٫۰۹۲۶°شمالی ۵۱٫۸۴۸۱°شرقی |        | ۱۶۷۴ |
| دوکوهه         | ۳۲°۰۷′۵۵″شمالی ۵۱°۵۸′۴۱″شرقی / ۳۲٫۱۳۱۹°شمالی ۵۱٫۹۷۸۱°شرقی |        | ۱۶۷۵ |
| زردی           | ۳۲°۰۶′۴۷″شمالی ۵۱°۵۷′۲۵″شرقی / ۳۲٫۱۱۳۰°شمالی ۵۱٫۹۵۶۹°شرقی |        | ۱۶۷۶ |
| زرین چشمه      | ۳۱°۳۱′۰۰″شمالی ۵۱°۴۸′۴۹″شرقی / ۳۱٫۵۱۶۷°شمالی ۵۱٫۸۱۳۶°شرقی |        | ۱۶۷۷ |
| سرپهنی         | ۳۲°۱۷′۱۴″شمالی ۵۱°۴۸′۵۶″شرقی / ۳۲٫۲۸۷۳°شمالی ۵۱٫۸۱۵۵°شرقی |        | ۱۶۷۸ |
| سرخ            | ۳۲°۱۷′۰۶″شمالی ۵۱°۴۱′۰۸″شرقی / ۳۲٫۲۸۴۹°شمالی ۵۱٫۶۸۵۵°شرقی |        | ۱۶۷۹ |
| سرخ چی         | ۳۲°۰۸′۲۵″شمالی ۵۱°۵۵′۵۰″شرقی / ۳۲٫۱۴۰۴°شمالی ۵۱٫۹۳۰۵°شرقی |        | ۱۶۸۰ |
| سفید           | ۳۲°۰۳′۲۴″شمالی ۵۱°۵۲′۲۶″شرقی / ۳۲٫۰۵۶۸°شمالی ۵۱٫۸۷۴۰°شرقی |        | ۱۶۸۱ |
| سفید           | ۳۲°۰۵′۳۴″شمالی ۵۱°۵۲′۰۰″شرقی / ۳۲٫۰۹۲۷°شمالی ۵۱٫۸۶۶۷°شرقی |        | ۱۶۸۲ |
| سفید           | ۳۲°۰۴′۰۷″شمالی ۵۱°۵۲′۰۰″شرقی / ۳۲٫۰۶۸۷°شمالی ۵۱٫۸۶۶۷°شرقی |        | ۱۶۸۳ |
| سفید           | ۳۲°۰۳′۰۶″شمالی ۵۱°۵۲′۰۳″شرقی / ۳۲٫۰۵۱۶°شمالی ۵۱٫۸۶۷۵°شرقی |        | ۱۶۸۴ |
| سفید           | ۳۱°۴۳′۵۶″شمالی ۵۲°۰۹′۴۸″شرقی / ۳۱٫۷۳۲۱°شمالی ۵۲٫۱۶۳۲°شرقی |        | ۱۶۸۵ |
| سفیدی          | ۳۲°۰۴′۱۲″شمالی ۵۱°۵۹′۲۳″شرقی / ۳۲٫۰۷۰۱°شمالی ۵۱٫۹۸۹۷°شرقی |        | ۱۶۸۶ |
| سلطان خلیل     | ۳۱°۲۸′۴۸″شمالی ۵۱°۵۱′۳۱″شرقی / ۳۱٫۴۸۰۰°شمالی ۵۱٫۸۵۸۷°شرقی |        | ۱۶۸۷ |
| سلطان خلیل     | ۳۱°۳۰′۴۵″شمالی ۵۱°۵۱′۴۳″شرقی / ۳۱٫۵۱۲۵°شمالی ۵۱٫۸۶۱۹°شرقی |        | ۱۶۸۸ |
| سه کوپا        | ۳۱°۴۰′۰۸″شمالی ۵۱°۴۸′۳۰″شرقی / ۳۱٫۶۶۹۰°شمالی ۵۱٫۸۰۸۴°شرقی |        | ۱۶۸۹ |
| سورمند         | ۳۱°۲۹′۴۱″شمالی ۵۱°۴۴′۳۲″شرقی / ۳۱٫۴۹۴۷°شمالی ۵۱٫۷۴۲۱°شرقی |        | ۱۶۹۰ |
| سیاه           | ۳۲°۰۷′۴۸″شمالی ۵۱°۵۷′۳۳″شرقی / ۳۲٫۱۳۰۰°شمالی ۵۱٫۹۵۹۱°شرقی |        | ۱۶۹۱ |
| سیاه           | ۳۲°۱۱′۵۳″شمالی ۵۱°۴۵′۳۲″شرقی / ۳۲٫۱۹۸۱°شمالی ۵۱٫۷۵۹۰°شرقی |        | ۱۶۹۲ |
| سیاه           | ۳۱°۴۲′۳۸″شمالی ۵۱°۵۰′۲۵″شرقی / ۳۱٫۷۱۰۵°شمالی ۵۱٫۸۴۰۳°شرقی |        | ۱۶۹۳ |
| سینه باریکه    | ۳۲°۱۴′۱۱″شمالی ۵۱°۴۲′۱۸″شرقی / ۳۲٫۲۳۶۴°شمالی ۵۱٫۷۰۵۱°شرقی |        | ۱۶۹۴ |
| شایوردی        | ۳۱°۳۱′۳۰″شمالی ۵۱°۴۹′۲۸″شرقی / ۳۱٫۵۲۴۹°شمالی ۵۱٫۸۲۴۵°شرقی |        | ۱۶۹۵ |
| شتر            | ۳۲°۲۲′۰۴″شمالی ۵۱°۴۲′۴۵″شرقی / ۳۲٫۳۶۷۹°شمالی ۵۱٫۷۱۲۶°شرقی |        | ۱۶۹۶ |
| شتری           | ۳۲°۰۲′۰۰″شمالی ۵۱°۴۹′۱۱″شرقی / ۳۲٫۰۳۳۲°شمالی ۵۱٫۸۱۹۸°شرقی |        | ۱۶۹۷ |
| شنک            | ۳۱°۲۹′۳۸″شمالی ۵۱°۵۰′۲۰″شرقی / ۳۱٫۴۹۳۸°شمالی ۵۱٫۸۳۸۹°شرقی |        | ۱۶۹۸ |
| شهرضاکوه       | ۳۲°۰۰′۵۳″شمالی ۵۱°۴۷′۱۹″شرقی / ۳۲٫۰۱۴۷°شمالی ۵۱٫۷۸۸۵°شرقی |        | ۱۶۹۹ |
| علای           | ۳۱°۴۱′۳۸″شمالی ۵۱°۴۹′۰۲″شرقی / ۳۱٫۶۹۳۹°شمالی ۵۱٫۸۱۷۲°شرقی |        | ۱۷۰۰ |
| علی جوغ        | ۳۱°۳۳′۳۰″شمالی ۵۱°۴۵′۰۸″شرقی / ۳۱٫۵۵۸۴°شمالی ۵۱٫۷۵۲۳°شرقی |        | ۱۷۰۱ |
| علی جوق        | ۳۱°۲۹′۴۳″شمالی ۵۱°۴۶′۴۴″شرقی / ۳۱٫۴۹۵۴°شمالی ۵۱٫۷۷۸۹°شرقی |        | ۱۷۰۲ |
| علی جوق        | ۳۱°۳۰′۵۲″شمالی ۵۱°۴۶′۵۲″شرقی / ۳۱٫۵۱۴۵°شمالی ۵۱٫۷۸۱۰°شرقی |        | ۱۷۰۳ |
| علیشاهی        | ۳۲°۱۵′۳۰″شمالی ۵۱°۴۲′۲۳″شرقی / ۳۲٫۲۵۸۳°شمالی ۵۱٫۷۰۶۵°شرقی |        | ۱۷۰۴ |
| قاپوچی         | ۳۲°۱۰′۴۱″شمالی ۵۱°۴۶′۳۴″شرقی / ۳۲٫۱۷۸۰°شمالی ۵۱٫۷۷۶۱°شرقی |        | ۱۷۰۵ |
| قرمز           | ۳۲°۰۴′۵۳″شمالی ۵۱°۵۰′۲۵″شرقی / ۳۲٫۰۸۱۴°شمالی ۵۱٫۸۴۰۳°شرقی |        | ۱۷۰۶ |
| قره تپه        | ۳۱°۲۵′۲۱″شمالی ۵۱°۵۲′۳۸″شرقی / ۳۱٫۴۲۲۴°شمالی ۵۱٫۸۷۷۳°شرقی |        | ۱۷۰۷ |
| قره تپه        | ۳۱°۲۴′۴۱″شمالی ۵۱°۵۱′۳۹″شرقی / ۳۱٫۴۱۱۵°شمالی ۵۱٫۸۶۰۷°شرقی |        | ۱۷۰۸ |
| قره داش        | ۳۱°۲۵′۲۷″شمالی ۵۱°۴۷′۳۸″شرقی / ۳۱٫۴۲۴۲°شمالی ۵۱٫۷۹۳۹°شرقی |        | ۱۷۰۹ |
| قله آب دروغ زن | ۳۱°۵۹′۰۴″شمالی ۵۱°۵۵′۰۴″شرقی / ۳۱٫۹۸۴۴°شمالی ۵۱٫۹۱۷۷°شرقی |        | ۱۷۱۰ |
| قله انجیر      | ۳۱°۳۳′۵۳″شمالی ۵۱°۵۷′۳۸″شرقی / ۳۱٫۵۶۴۸°شمالی ۵۱٫۹۶۰۵°شرقی |        | ۱۷۱۱ |
| قله جونشاهی    | ۳۲°۱۸′۱۳″شمالی ۵۱°۴۲′۴۲″شرقی / ۳۲٫۳۰۳۷°شمالی ۵۱٫۷۱۱۶°شرقی |        | ۱۷۱۲ |
| قله سیاه       | ۳۱°۴۴′۴۲″شمالی ۵۱°۴۸′۱۱″شرقی / ۳۱٫۷۴۵۱°شمالی ۵۱٫۸۰۳۰°شرقی |        | ۱۷۱۳ |
| کفتری          | ۳۲°۲۲′۳۶″شمالی ۵۱°۳۹′۰۱″شرقی / ۳۲٫۳۷۶۸°شمالی ۵۱٫۶۵۰۲°شرقی |        | ۱۷۱۴ |
| کلاه قاضی      | ۳۲°۲۲′۱۲″شمالی ۵۱°۴۹′۵۳″شرقی / ۳۲٫۳۷۰۱°شمالی ۵۱٫۸۳۱۴°شرقی |        | ۱۷۱۵ |
| کلاه قاضی بزرگ | ۳۲°۲۳′۰۸″شمالی ۵۱°۴۹′۱۹″شرقی / ۳۲٫۳۸۵۵°شمالی ۵۱٫۸۲۲۰°شرقی |        | ۱۷۱۶ |
| کمای           | ۳۲°۱۲′۰۴″شمالی ۵۱°۴۸′۲۸″شرقی / ۳۲٫۲۰۱۲°شمالی ۵۱٫۸۰۷۸°شرقی |        | ۱۷۱۷ |
| گردنه پوده     | ۳۲°۰۱′۲۸″شمالی ۵۱°۴۷′۲۹″شرقی / ۳۲٫۰۲۴۵°شمالی ۵۱٫۷۹۱۴°شرقی |        | ۱۷۱۸ |
| گردنه شتر      | ۳۲°۰۸′۲۸″شمالی ۵۱°۴۹′۰۴″شرقی / ۳۲٫۱۴۱۱°شمالی ۵۱٫۸۱۷۷°شرقی |        | ۱۷۱۹ |
| گردنه واژنان   | ۳۲°۰۵′۰۰″شمالی ۵۱°۵۸′۰۲″شرقی / ۳۲٫۰۸۳۲°شمالی ۵۱٫۹۶۷۱°شرقی |        | ۱۷۲۰ |
| گرز            | ۳۲°۱۴′۲۸″شمالی ۵۱°۴۴′۱۴″شرقی / ۳۲٫۲۴۱۰°شمالی ۵۱٫۷۳۷۲°شرقی |        | ۱۷۲۱ |
| گری            | ۳۱°۲۳′۲۹″شمالی ۵۱°۵۰′۳۴″شرقی / ۳۱٫۳۹۱۵°شمالی ۵۱٫۸۴۲۷°شرقی |        | ۱۷۲۲ |
| گری            | ۳۱°۵۰′۵۴″شمالی ۵۱°۵۴′۳۹″شرقی / ۳۱٫۸۴۸۴°شمالی ۵۱٫۹۱۰۷°شرقی |        | ۱۷۲۳ |
| لافرخ          | ۳۲°۱۸′۱۴″شمالی ۵۱°۵۷′۰۰″شرقی / ۳۲٫۳۰۳۹°شمالی ۵۱٫۹۵۰۰°شرقی |        | ۱۷۲۴ |
| لاگور          | ۳۲°۲۰′۳۰″شمالی ۵۱°۵۴′۲۷″شرقی / ۳۲٫۳۴۱۸°شمالی ۵۱٫۹۰۷۶°شرقی |        | ۱۷۲۵ |
| لاگورکوچک      | ۳۲°۱۷′۲۳″شمالی ۵۱°۵۴′۱۵″شرقی / ۳۲٫۲۸۹۷°شمالی ۵۱٫۹۰۴۱°شرقی |        | ۱۷۲۶ |
| لانه سرخ       | ۳۲°۰۶′۳۷″شمالی ۵۱°۵۸′۲۱″شرقی / ۳۲٫۱۱۰۴°شمالی ۵۱٫۹۷۲۴°شرقی |        | ۱۷۲۷ |
| لانه کفتری     | ۳۲°۰۵′۱۷″شمالی ۵۱°۵۹′۰۸″شرقی / ۳۲٫۰۸۸۰°شمالی ۵۱٫۹۸۵۵°شرقی |        | ۱۷۲۸ |
| لفتون          | ۳۲°۰۹′۴۶″شمالی ۵۱°۵۳′۱۴″شرقی / ۳۲٫۱۶۲۹°شمالی ۵۱٫۸۸۷۱°شرقی |        | ۱۷۲۹ |
| ماهی           | ۳۲°۱۰′۵۷″شمالی ۵۱°۴۸′۴۵″شرقی / ۳۲٫۱۸۲۵°شمالی ۵۱٫۸۱۲۵°شرقی |        | ۱۷۳۰ |
| مرغ مهین       | ۳۱°۳۵′۴۱″شمالی ۵۱°۴۶′۰۸″شرقی / ۳۱٫۵۹۴۶°شمالی ۵۱٫۷۶۸۹°شرقی |        | ۱۷۳۱ |
| مرغاب          | ۳۲°۰۷′۴۰″شمالی ۵۱°۵۵′۲۹″شرقی / ۳۲٫۱۲۷۹°شمالی ۵۱٫۹۲۴۸°شرقی |        | ۱۷۳۲ |
| مهرگان         | ۳۱°۴۵′۴۹″شمالی ۵۱°۴۱′۲۴″شرقی / ۳۱٫۷۶۳۷°شمالی ۵۱٫۶۹۰۱°شرقی |        | ۱۷۳۳ |
| مهره سیاه      | ۳۲°۱۷′۰۶″شمالی ۵۱°۴۳′۰۸″شرقی / ۳۲٫۲۸۵۱°شمالی ۵۱٫۷۱۹۰°شرقی |        | ۱۷۳۴ |
| میدونک         | ۳۱°۲۸′۲۱″شمالی ۵۱°۴۹′۲۷″شرقی / ۳۱٫۴۷۲۵°شمالی ۵۱٫۸۲۴۲°شرقی |        | ۱۷۳۵ |
| نسارسورمنده    | ۳۱°۴۱′۳۰″شمالی ۵۱°۴۲′۱۱″شرقی / ۳۱٫۶۹۱۷°شمالی ۵۱٫۷۰۳۱°شرقی |        | ۱۷۳۶ |
| هونجان         | ۳۱°۳۶′۰۳″شمالی ۵۱°۵۳′۲۴″شرقی / ۳۱٫۶۰۰۷°شمالی ۵۱٫۸۸۹۹°شرقی |        | ۱۷۳۷ |
| وزم            | ۳۱°۴۰′۰۱″شمالی ۵۱°۵۰′۵۸″شرقی / ۳۱٫۶۶۶۹°شمالی ۵۱٫۸۴۹۵°شرقی |        | ۱۷۳۸ |
| آب پله کان     | ۳۱°۰۴′۵۳″شمالی ۵۱°۳۹′۰۶″شرقی / ۳۱٫۰۸۱۵°شمالی ۵۱٫۶۵۱۶°شرقی |        | ۱۷۳۹ |
| آب نون         | ۳۱°۰۱′۱۶″شمالی ۵۱°۵۱′۲۶″شرقی / ۳۱٫۰۲۱۱°شمالی ۵۱٫۸۵۷۲°شرقی |        | ۱۷۴۰ |
| آبشار          | ۳۱°۲۴′۲۳″شمالی ۵۱°۳۷′۵۹″شرقی / ۳۱٫۴۰۶۴°شمالی ۵۱٫۶۳۳۰°شرقی |        | ۱۷۴۱ |
| آبشار          | ۳۱°۲۴′۳۵″شمالی ۵۱°۳۷′۱۱″شرقی / ۳۱٫۴۰۹۶°شمالی ۵۱٫۶۱۹۷°شرقی |        | ۱۷۴۲ |
| آبگردو         | ۳۱°۰۸′۲۷″شمالی ۵۱°۳۵′۵۱″شرقی / ۳۱٫۱۴۰۷°شمالی ۵۱٫۵۹۷۵°شرقی |        | ۱۷۴۳ |
| اتابکی         | ۳۱°۰۵′۱۹″شمالی ۵۱°۲۱′۳۹″شرقی / ۳۱٫۰۸۸۷°شمالی ۵۱٫۳۶۰۹°شرقی |        | ۱۷۴۴ |
| آدم کشته       | ۳۱°۳۲′۳۴″شمالی ۵۱°۲۸′۱۲″شرقی / ۳۱٫۵۴۲۸°شمالی ۵۱٫۴۶۹۹°شرقی |        | ۱۷۴۵ |
| اژدهایی        | ۳۱°۴۵′۱۰″شمالی ۵۱°۲۲′۴۵″شرقی / ۳۱٫۷۵۲۸°شمالی ۵۱٫۳۷۹۳°شرقی |        | ۱۷۴۶ |
| آسمانی         | ۳۰°۵۸′۰۶″شمالی ۵۱°۲۸′۴۷″شرقی / ۳۰٫۹۶۸۴°شمالی ۵۱٫۴۷۹۶°شرقی |        | ۱۷۴۷ |
| اشک گردشتی     | ۳۱°۳۳′۵۳″شمالی ۵۱°۳۲′۵۲″شرقی / ۳۱٫۵۶۴۶°شمالی ۵۱٫۵۴۷۸°شرقی |        | ۱۷۴۸ |
| اشکفت رز       | ۳۱°۲۵′۰۶″شمالی ۵۱°۳۵′۳۵″شرقی / ۳۱٫۴۱۸۴°شمالی ۵۱٫۵۹۳۰°شرقی |        | ۱۷۴۹ |
| آشیانه         | ۳۱°۳۲′۲۷″شمالی ۵۱°۲۵′۳۴″شرقی / ۳۱٫۵۴۰۷°شمالی ۵۱٫۴۲۶۲°شرقی |        | ۱۷۵۰ |
| آق داش         | ۳۱°۰۳′۰۴″شمالی ۵۱°۲۷′۳۱″شرقی / ۳۱٫۰۵۱۲°شمالی ۵۱٫۴۵۸۷°شرقی |        | ۱۷۵۱ |
| آق داغ         | ۳۱°۴۲′۱۰″شمالی ۵۱°۳۸′۴۶″شرقی / ۳۱٫۷۰۲۹°شمالی ۵۱٫۶۴۶۱°شرقی |        | ۱۷۵۲ |
| آق قویی        | ۳۱°۳۱′۳۲″شمالی ۵۱°۲۸′۲۷″شرقی / ۳۱٫۵۲۵۶°شمالی ۵۱٫۴۷۴۱°شرقی |        | ۱۷۵۳ |
| آقداغ          | ۳۱°۴۱′۱۴″شمالی ۵۱°۴۰′۱۸″شرقی / ۳۱٫۶۸۷۲°شمالی ۵۱٫۶۷۱۸°شرقی |        | ۱۷۵۴ |
| آل فرجی        | ۳۱°۲۵′۴۵″شمالی ۵۱°۲۵′۴۳″شرقی / ۳۱٫۴۲۹۲°شمالی ۵۱٫۴۲۸۶°شرقی |        | ۱۷۵۵ |
| آلج            | ۳۱°۰۴′۰۷″شمالی ۵۱°۳۹′۱۵″شرقی / ۳۱٫۰۶۸۷°شمالی ۵۱٫۶۵۴۳°شرقی |        | ۱۷۵۶ |
| آلجبایر        | ۳۱°۱۳′۳۰″شمالی ۵۱°۳۳′۰۱″شرقی / ۳۱٫۲۲۴۹°شمالی ۵۱٫۵۵۰۳°شرقی |        | ۱۷۵۷ |
| آلمالوق        | ۳۱°۴۸′۱۷″شمالی ۵۱°۲۸′۵۳″شرقی / ۳۱٫۸۰۴۶°شمالی ۵۱٫۴۸۱۵°شرقی |        | ۱۷۵۸ |
| آلمالوق        | ۳۱°۴۷′۵۳″شمالی ۵۱°۳۰′۳۹″شرقی / ۳۱٫۷۹۸۰°شمالی ۵۱٫۵۱۰۸°شرقی |        | ۱۷۵۹ |
| آلمالی         | ۳۰°۴۹′۳۸″شمالی ۵۱°۴۶′۱۵″شرقی / ۳۰٫۸۲۷۳°شمالی ۵۱٫۷۷۰۸°شرقی |        | ۱۷۶۰ |
| ایمانلو        | ۳۱°۴۱′۱۱″شمالی ۵۱°۲۵′۴۱″شرقی / ۳۱٫۶۸۶۵°شمالی ۵۱٫۴۲۸۱°شرقی |        | ۱۷۶۱ |
| بادامی         | ۳۱°۱۰′۳۷″شمالی ۵۱°۲۹′۳۰″شرقی / ۳۱٫۱۷۷۰°شمالی ۵۱٫۴۹۱۷°شرقی |        | ۱۷۶۲ |
| باغک           | ۳۱°۱۱′۲۱″شمالی ۵۱°۳۳′۵۶″شرقی / ۳۱٫۱۸۹۲°شمالی ۵۱٫۵۶۵۵°شرقی |        | ۱۷۶۳ |
| بته دونی       | ۳۱°۰۲′۳۳″شمالی ۵۱°۵۲′۳۴″شرقی / ۳۱٫۰۴۲۴°شمالی ۵۱٫۸۷۶۲°شرقی |        | ۱۷۶۴ |
| برآفتاب        | ۳۱°۳۰′۵۷″شمالی ۵۱°۳۹′۱۹″شرقی / ۳۱٫۵۱۵۸°شمالی ۵۱٫۶۵۵۳°شرقی |        | ۱۷۶۵ |
| بردسرخ         | ۳۱°۰۷′۱۳″شمالی ۵۱°۲۷′۰۶″شرقی / ۳۱٫۱۲۰۳°شمالی ۵۱٫۴۵۱۶°شرقی |        | ۱۷۶۶ |
| بردکان         | ۳۱°۳۰′۰۸″شمالی ۵۱°۳۳′۵۵″شرقی / ۳۱٫۵۰۲۳°شمالی ۵۱٫۵۶۵۳°شرقی |        | ۱۷۶۷ |
| بکاس           | ۳۱°۲۳′۰۰″شمالی ۵۱°۴۶′۰۷″شرقی / ۳۱٫۳۸۳۴°شمالی ۵۱٫۷۶۸۵°شرقی |        | ۱۷۶۸ |
| بلاغی          | ۳۰°۵۰′۲۷″شمالی ۵۱°۴۸′۲۸″شرقی / ۳۰٫۸۴۰۹°شمالی ۵۱٫۸۰۷۹°شرقی |        | ۱۷۶۹ |
| بلبلو          | ۳۱°۲۹′۵۸″شمالی ۵۱°۳۱′۲۲″شرقی / ۳۱٫۴۹۹۴°شمالی ۵۱٫۵۲۲۹°شرقی |        | ۱۷۷۰ |
| بلبلو          | ۳۱°۴۰′۲۶″شمالی ۵۱°۳۹′۳۶″شرقی / ۳۱٫۶۷۳۹°شمالی ۵۱٫۶۶۰۱°شرقی |        | ۱۷۷۱ |
| بلغار          | ۳۱°۲۲′۳۶″شمالی ۵۱°۲۸′۵۷″شرقی / ۳۱٫۳۷۶۶°شمالی ۵۱٫۴۸۲۶°شرقی |        | ۱۷۷۲ |
| بلغار          | ۳۱°۲۳′۱۴″شمالی ۵۱°۲۶′۳۹″شرقی / ۳۱٫۳۸۷۲°شمالی ۵۱٫۴۴۴۲°شرقی |        | ۱۷۷۳ |
| بلغار          | ۳۱°۲۲′۳۹″شمالی ۵۱°۳۰′۱۱″شرقی / ۳۱٫۳۷۷۵°شمالی ۵۱٫۵۰۳۱°شرقی |        | ۱۷۷۴ |
| بهرز           | ۳۱°۲۵′۵۱″شمالی ۵۱°۳۳′۰۵″شرقی / ۳۱٫۴۳۰۸°شمالی ۵۱٫۵۵۱۳°شرقی |        | ۱۷۷۵ |
| بهورز          | ۳۱°۲۸′۳۶″شمالی ۵۱°۲۹′۳۳″شرقی / ۳۱٫۴۷۶۷°شمالی ۵۱٫۴۹۲۶°شرقی |        | ۱۷۷۶ |
| بهورز          | ۳۱°۲۷′۴۴″شمالی ۵۱°۳۰′۳۳″شرقی / ۳۱٫۴۶۲۳°شمالی ۵۱٫۵۰۹۳°شرقی |        | ۱۷۷۷ |
| بوجاق          | ۳۱°۲۸′۴۲″شمالی ۵۱°۲۳′۰۱″شرقی / ۳۱٫۴۷۸۲°شمالی ۵۱٫۳۸۳۶°شرقی |        | ۱۷۷۸ |
| بورکلی         | ۳۰°۴۵′۴۲″شمالی ۵۱°۴۵′۴۰″شرقی / ۳۰٫۷۶۱۷°شمالی ۵۱٫۷۶۱۱°شرقی |        | ۱۷۷۹ |
| بورکلی         | ۳۰°۴۶′۱۸″شمالی ۵۱°۴۴′۳۸″شرقی / ۳۰٫۷۷۱۸°شمالی ۵۱٫۷۴۳۸°شرقی |        | ۱۷۸۰ |
| بی کس          | ۳۱°۲۶′۰۷″شمالی ۵۱°۱۸′۵۴″شرقی / ۳۱٫۴۳۵۴°شمالی ۵۱٫۳۱۵۱°شرقی |        | ۱۷۸۱ |
| بی کس          | ۳۱°۲۶′۱۶″شمالی ۵۱°۱۹′۳۵″شرقی / ۳۱٫۴۳۷۹°شمالی ۵۱٫۳۲۶۳°شرقی |        | ۱۷۸۲ |
| پازنان بزرگ    | ۳۱°۰۱′۰۹″شمالی ۵۱°۲۵′۰۶″شرقی / ۳۱٫۰۱۹۲°شمالی ۵۱٫۴۱۸۳°شرقی |        | ۱۷۸۳ |
| پازنان کوچک    | ۳۱°۰۱′۳۳″شمالی ۵۱°۲۵′۴۷″شرقی / ۳۱٫۰۲۵۷°شمالی ۵۱٫۴۲۹۶°شرقی |        | ۱۷۸۴ |
| پاگردنه        | ۳۱°۳۱′۱۱″شمالی ۵۱°۲۳′۱۸″شرقی / ۳۱٫۵۱۹۸°شمالی ۵۱٫۳۸۸۳°شرقی |        | ۱۷۸۵ |
| پرپین          | ۳۱°۱۱′۰۹″شمالی ۵۱°۴۲′۴۲″شرقی / ۳۱٫۱۸۵۸°شمالی ۵۱٫۷۱۱۷°شرقی |        | ۱۷۸۶ |
| پریتیم         | ۳۱°۱۱′۵۴″شمالی ۵۱°۲۴′۴۷″شرقی / ۳۱٫۱۹۸۴°شمالی ۵۱٫۴۱۳۱°شرقی |        | ۱۷۸۷ |
| پستز           | ۳۱°۳۲′۱۸″شمالی ۵۱°۲۳′۳۳″شرقی / ۳۱٫۵۳۸۲°شمالی ۵۱٫۳۹۲۵°شرقی |        | ۱۷۸۸ |
| پشته           | ۳۱°۱۹′۴۴″شمالی ۵۱°۲۲′۵۴″شرقی / ۳۱٫۳۲۸۹°شمالی ۵۱٫۳۸۱۸°شرقی |        | ۱۷۸۹ |
| پشته           | ۳۱°۲۰′۰۶″شمالی ۵۱°۲۰′۲۰″شرقی / ۳۱٫۳۳۴۹°شمالی ۵۱٫۳۳۸۹°شرقی |        | ۱۷۹۰ |
| پشته           | ۳۱°۱۹′۳۷″شمالی ۵۱°۲۱′۳۰″شرقی / ۳۱٫۳۲۶۹°شمالی ۵۱٫۳۵۸۲°شرقی |        | ۱۷۹۱ |
| پشمکان         | ۳۱°۲۴′۴۵″شمالی ۵۱°۲۹′۳۳″شرقی / ۳۱٫۴۱۲۶°شمالی ۵۱٫۴۹۲۴°شرقی |        | ۱۷۹۲ |
| پشمکان         | ۳۱°۲۴′۳۶″شمالی ۵۱°۲۹′۵۸″شرقی / ۳۱٫۴۰۹۹°شمالی ۵۱٫۴۹۹۴°شرقی |        | ۱۷۹۳ |
| پقرلی          | ۳۱°۰۱′۴۳″شمالی ۵۱°۲۷′۲۰″شرقی / ۳۱٫۰۲۸۶°شمالی ۵۱٫۴۵۵۶°شرقی |        | ۱۷۹۴ |
| پهنه بلوط      | ۳۰°۵۴′۰۶″شمالی ۵۱°۴۵′۴۲″شرقی / ۳۰٫۹۰۱۷°شمالی ۵۱٫۷۶۱۶°شرقی |        | ۱۷۹۵ |
| پوزه مارون     | ۳۱°۱۱′۲۴″شمالی ۵۱°۲۱′۳۸″شرقی / ۳۱٫۱۹۰۱°شمالی ۵۱٫۳۶۰۶°شرقی |        | ۱۷۹۶ |
| پیرسنگی        | ۳۱°۱۹′۲۱″شمالی ۵۱°۴۱′۴۴″شرقی / ۳۱٫۳۲۲۶°شمالی ۵۱٫۶۹۵۶°شرقی |        | ۱۷۹۷ |
| تاسک           | ۳۰°۴۲′۴۶″شمالی ۵۱°۴۸′۱۹″شرقی / ۳۰٫۷۱۲۷°شمالی ۵۱٫۸۰۵۴°شرقی |        | ۱۷۹۸ |
| تاوه سیاه      | ۳۰°۵۷′۰۸″شمالی ۵۱°۴۳′۰۴″شرقی / ۳۰٫۹۵۲۱°شمالی ۵۱٫۷۱۷۹°شرقی |        | ۱۷۹۹ |
| تاوه سیاه      | ۳۰°۵۶′۳۱″شمالی ۵۱°۴۵′۱۵″شرقی / ۳۰٫۹۴۱۹°شمالی ۵۱٫۷۵۴۱°شرقی |        | ۱۸۰۰ |
| تپه‌های بیدقطار | ۳۱°۲۲′۰۸″شمالی ۵۱°۱۸′۰۵″شرقی / ۳۱٫۳۶۹۰°شمالی ۵۱٫۳۰۱۵°شرقی |        | ۱۸۰۱ |
| تخت توک        | ۳۱°۲۹′۴۲″شمالی ۵۱°۱۶′۵۴″شرقی / ۳۱٫۴۹۵۱°شمالی ۵۱٫۲۸۱۸°شرقی |        | ۱۸۰۲ |
| تخت توک        | ۳۱°۳۰′۰۷″شمالی ۵۱°۱۷′۰۱″شرقی / ۳۱٫۵۰۲۰°شمالی ۵۱٫۲۸۳۵°شرقی |        | ۱۸۰۳ |
| تخت چمن        | ۳۱°۳۱′۴۹″شمالی ۵۱°۲۹′۲۳″شرقی / ۳۱٫۵۳۰۲°شمالی ۵۱٫۴۸۹۶°شرقی |        | ۱۸۰۴ |
| تخت سر         | ۳۱°۲۵′۰۳″شمالی ۵۱°۲۰′۲۰″شرقی / ۳۱٫۴۱۷۵°شمالی ۵۱٫۳۳۹۰°شرقی |        | ۱۸۰۵ |
| تخت سلطان      | ۳۱°۲۸′۰۴″شمالی ۵۱°۴۲′۲۱″شرقی / ۳۱٫۴۶۷۷°شمالی ۵۱٫۷۰۵۷°شرقی |        | ۱۸۰۶ |
| ترکی           | ۳۱°۴۵′۲۶″شمالی ۵۱°۳۴′۱۱″شرقی / ۳۱٫۷۵۷۲°شمالی ۵۱٫۵۶۹۸°شرقی |        | ۱۸۰۷ |
| تل چنگی بزرگ   | ۳۱°۴۱′۳۵″شمالی ۵۱°۲۷′۴۵″شرقی / ۳۱٫۶۹۳۱°شمالی ۵۱٫۴۶۲۵°شرقی |        | ۱۸۰۸ |
| تل چنگی کوچک   | ۳۱°۴۲′۱۲″شمالی ۵۱°۲۷′۰۴″شرقی / ۳۱٫۷۰۳۳°شمالی ۵۱٫۴۵۱۰°شرقی |        | ۱۸۰۹ |
| تل سرخ         | ۳۱°۱۲′۳۴″شمالی ۵۱°۲۵′۴۴″شرقی / ۳۱٫۲۰۹۴°شمالی ۵۱٫۴۲۹۰°شرقی |        | ۱۸۱۰ |
| تل سفید        | ۳۱°۱۹′۳۸″شمالی ۵۱°۴۸′۳۲″شرقی / ۳۱٫۳۲۷۲°شمالی ۵۱٫۸۰۹۰°شرقی |        | ۱۸۱۱ |
| تل قلیالی      | ۳۰°۵۵′۳۳″شمالی ۵۱°۵۰′۴۹″شرقی / ۳۰٫۹۲۵۹°شمالی ۵۱٫۸۴۷۰°شرقی |        | ۱۸۱۲ |
| تل قنات        | ۳۰°۵۶′۰۴″شمالی ۵۱°۴۸′۲۰″شرقی / ۳۰٫۹۳۴۴°شمالی ۵۱٫۸۰۵۶°شرقی |        | ۱۸۱۳ |
| تل قوچی        | ۳۱°۰۶′۵۸″شمالی ۵۱°۲۹′۱۶″شرقی / ۳۱٫۱۱۶۰°شمالی ۵۱٫۴۸۷۸°شرقی |        | ۱۸۱۴ |
| تنگ آهن        | ۳۱°۴۸′۲۶″شمالی ۵۱°۲۸′۰۲″شرقی / ۳۱٫۸۰۷۱°شمالی ۵۱٫۴۶۷۱°شرقی |        | ۱۸۱۵ |
| تنگ آیون       | ۳۱°۲۳′۴۸″شمالی ۵۱°۳۹′۱۵″شرقی / ۳۱٫۳۹۶۷°شمالی ۵۱٫۶۵۴۱°شرقی |        | ۱۸۱۶ |
| تنگ بلوط       | ۳۱°۱۴′۳۸″شمالی ۵۱°۲۴′۱۳″شرقی / ۳۱٫۲۴۳۸°شمالی ۵۱٫۴۰۳۷°شرقی |        | ۱۸۱۷ |
| تنگ تیر        | ۳۱°۲۹′۳۹″شمالی ۵۱°۴۰′۱۵″شرقی / ۳۱٫۴۹۴۲°شمالی ۵۱٫۶۷۰۷°شرقی |        | ۱۸۱۸ |
| تنگ جلو        | ۳۰°۵۹′۴۹″شمالی ۵۱°۴۸′۱۶″شرقی / ۳۰٫۹۹۷۰°شمالی ۵۱٫۸۰۴۵°شرقی |        | ۱۸۱۹ |
| تنگ شیر        | ۳۱°۱۳′۳۶″شمالی ۵۱°۲۲′۰۴″شرقی / ۳۱٫۲۲۶۶°شمالی ۵۱٫۳۶۷۸°شرقی |        | ۱۸۲۰ |
| تنگ کت         | ۳۱°۳۲′۲۸″شمالی ۵۱°۲۹′۴۶″شرقی / ۳۱٫۵۴۱۲°شمالی ۵۱٫۴۹۶۲°شرقی |        | ۱۸۲۱ |
| توپ سفید       | ۳۱°۳۸′۱۶″شمالی ۵۱°۴۰′۴۸″شرقی / ۳۱٫۶۳۷۹°شمالی ۵۱٫۶۷۹۹°شرقی |        | ۱۸۲۲ |
| توتله          | ۳۱°۰۴′۲۵″شمالی ۵۱°۳۲′۱۳″شرقی / ۳۱٫۰۷۳۷°شمالی ۵۱٫۵۳۶۹°شرقی |        | ۱۸۲۳ |
| توه سفیدکمانه  | ۳۱°۳۰′۵۴″شمالی ۵۱°۲۳′۴۶″شرقی / ۳۱٫۵۱۵۰°شمالی ۵۱٫۳۹۶۱°شرقی |        | ۱۸۲۴ |
| ثالثه          | ۳۱°۱۳′۳۹″شمالی ۵۱°۲۳′۱۱″شرقی / ۳۱٫۲۲۷۵°شمالی ۵۱٫۳۸۶۳°شرقی |        | ۱۸۲۵ |
| جاشیرزارکلاشوم | ۳۱°۲۸′۳۱″شمالی ۵۱°۲۸′۰۴″شرقی / ۳۱٫۴۷۵۳°شمالی ۵۱٫۴۶۷۹°شرقی |        | ۱۸۲۶ |
| جاق جاق        | ۳۱°۲۹′۳۷″شمالی ۵۱°۲۸′۵۰″شرقی / ۳۱٫۴۹۳۶°شمالی ۵۱٫۴۸۰۵°شرقی |        | ۱۸۲۷ |
| جنگ آباد       | ۳۱°۱۵′۴۶″شمالی ۵۱°۳۸′۱۱″شرقی / ۳۱٫۲۶۲۸°شمالی ۵۱٫۶۳۶۵°شرقی |        | ۱۸۲۸ |
| جنگا           | ۳۰°۵۷′۵۱″شمالی ۵۱°۵۲′۱۴″شرقی / ۳۰٫۹۶۴۱°شمالی ۵۱٫۸۷۰۶°شرقی |        | ۱۸۲۹ |
| جنگه           | ۳۱°۰۲′۳۵″شمالی ۵۱°۲۵′۰۶″شرقی / ۳۱٫۰۴۳۱°شمالی ۵۱٫۴۱۸۴°شرقی |        | ۱۸۳۰ |
| جنگه           | ۳۱°۰۳′۰۳″شمالی ۵۱°۲۶′۲۳″شرقی / ۳۱٫۰۵۰۹°شمالی ۵۱٫۴۳۹۸°شرقی |        | ۱۸۳۱ |
| جیران چشمه     | ۳۱°۲۱′۲۰″شمالی ۵۱°۴۸′۱۳″شرقی / ۳۱٫۳۵۵۶°شمالی ۵۱٫۸۰۳۶°شرقی |        | ۱۸۳۲ |
| چات علی بک     | ۳۱°۲۰′۳۶″شمالی ۵۱°۳۱′۴۷″شرقی / ۳۱٫۳۴۳۲°شمالی ۵۱٫۵۲۹۷°شرقی |        | ۱۸۳۳ |
| چاک خا         | ۳۱°۰۸′۴۹″شمالی ۵۱°۴۵′۳۹″شرقی / ۳۱٫۱۴۷۰°شمالی ۵۱٫۷۶۰۷°شرقی |        | ۱۸۳۴ |
| چال سنگر       | ۳۱°۰۹′۲۴″شمالی ۵۱°۲۱′۰۰″شرقی / ۳۱٫۱۵۶۶°شمالی ۵۱٫۳۵۰۱°شرقی |        | ۱۸۳۵ |
| چال سی چانی    | ۳۰°۵۳′۳۶″شمالی ۵۱°۳۰′۲۷″شرقی / ۳۰٫۸۹۳۳°شمالی ۵۱٫۵۰۷۵°شرقی |        | ۱۸۳۶ |
| چال قفا        | ۳۱°۲۳′۳۸″شمالی ۵۱°۲۳′۵۱″شرقی / ۳۱٫۳۹۳۸°شمالی ۵۱٫۳۹۷۵°شرقی |        | ۱۸۳۷ |
| چاله برد       | ۳۱°۰۵′۳۸″شمالی ۵۱°۲۱′۵۲″شرقی / ۳۱٫۰۹۴۰°شمالی ۵۱٫۳۶۴۵°شرقی |        | ۱۸۳۸ |
| چاله کست       | ۳۱°۰۶′۴۴″شمالی ۵۱°۲۱′۴۴″شرقی / ۳۱٫۱۱۲۳°شمالی ۵۱٫۳۶۲۳°شرقی |        | ۱۸۳۹ |
| چاه حاجی       | ۳۱°۰۶′۴۰″شمالی ۵۱°۳۵′۲۵″شرقی / ۳۱٫۱۱۱۱°شمالی ۵۱٫۵۹۰۴°شرقی |        | ۱۸۴۰ |
| چاه حاجی       | ۳۱°۰۷′۵۲″شمالی ۵۱°۳۵′۳۰″شرقی / ۳۱٫۱۳۱۲°شمالی ۵۱٫۵۹۱۷°شرقی |        | ۱۸۴۱ |
| چاه عالی       | ۳۱°۰۴′۳۳″شمالی ۵۱°۲۳′۱۵″شرقی / ۳۱٫۰۷۵۹°شمالی ۵۱٫۳۸۷۴°شرقی |        | ۱۸۴۲ |
| چاه فاضل       | ۳۱°۰۰′۱۸″شمالی ۵۱°۳۳′۰۹″شرقی / ۳۱٫۰۰۴۹°شمالی ۵۱٫۵۵۲۴°شرقی |        | ۱۸۴۳ |
| چاه مصطفی      | ۳۱°۱۵′۴۳″شمالی ۵۱°۴۲′۰۶″شرقی / ۳۱٫۲۶۲۰°شمالی ۵۱٫۷۰۱۷°شرقی |        | ۱۸۴۴ |
| چرچر           | ۳۱°۰۹′۱۷″شمالی ۵۱°۳۸′۲۵″شرقی / ۳۱٫۱۵۴۶°شمالی ۵۱٫۶۴۰۲°شرقی |        | ۱۸۴۵ |
| چزیره          | ۳۱°۰۶′۳۱″شمالی ۵۱°۴۸′۲۲″شرقی / ۳۱٫۱۰۸۵°شمالی ۵۱٫۸۰۶۲°شرقی |        | ۱۸۴۶ |
| چشمه خونی      | ۳۱°۰۶′۴۴″شمالی ۵۱°۳۸′۲۳″شرقی / ۳۱٫۱۱۲۲°شمالی ۵۱٫۶۳۹۸°شرقی |        | ۱۸۴۷ |
| چشمه علی       | ۳۱°۲۵′۴۴″شمالی ۵۱°۳۰′۳۲″شرقی / ۳۱٫۴۲۸۹°شمالی ۵۱٫۵۰۸۹°شرقی |        | ۱۸۴۸ |
| چشمه نول       | ۳۰°۴۹′۳۸″شمالی ۵۱°۳۷′۴۵″شرقی / ۳۰٫۸۲۷۱°شمالی ۵۱٫۶۲۹۲°شرقی |        | ۱۸۴۹ |
| چشمه نول       | ۳۰°۴۹′۴۰″شمالی ۵۱°۴۱′۰۸″شرقی / ۳۰٫۸۲۷۹°شمالی ۵۱٫۶۸۵۶°شرقی |        | ۱۸۵۰ |
| چغاسنی         | ۳۱°۳۱′۲۲″شمالی ۵۱°۱۸′۴۲″شرقی / ۳۱٫۵۲۲۹°شمالی ۵۱٫۳۱۱۶°شرقی |        | ۱۸۵۱ |
| چهارتنگ        | ۳۱°۰۴′۰۶″شمالی ۵۱°۵۳′۳۰″شرقی / ۳۱٫۰۶۸۳°شمالی ۵۱٫۸۹۱۷°شرقی |        | ۱۸۵۲ |
| چهارخاجی       | ۳۱°۳۴′۵۳″شمالی ۵۱°۴۴′۳۵″شرقی / ۳۱٫۵۸۱۴°شمالی ۵۱٫۷۴۳۰°شرقی |        | ۱۸۵۳ |
| چهاردره        | ۳۱°۲۹′۳۲″شمالی ۵۱°۲۲′۵۸″شرقی / ۳۱٫۴۹۲۲°شمالی ۵۱٫۳۸۲۸°شرقی |        | ۱۸۵۴ |
| چهارسنگ        | ۳۱°۰۴′۳۳″شمالی ۵۱°۵۱′۵۸″شرقی / ۳۱٫۰۷۵۷°شمالی ۵۱٫۸۶۶۱°شرقی |        | ۱۸۵۵ |
| چهارعروج       | ۳۱°۳۹′۳۵″شمالی ۵۱°۳۹′۴۰″شرقی / ۳۱٫۶۵۹۷°شمالی ۵۱٫۶۶۱۲°شرقی |        | ۱۸۵۶ |
| چهارقاش        | ۳۱°۱۷′۱۰″شمالی ۵۱°۴۱′۳۷″شرقی / ۳۱٫۲۸۶۱°شمالی ۵۱٫۶۹۳۶°شرقی |        | ۱۸۵۷ |
| چهارلو         | ۳۱°۴۹′۱۰″شمالی ۵۱°۱۹′۴۰″شرقی / ۳۱٫۸۱۹۵°شمالی ۵۱٫۳۲۷۸°شرقی |        | ۱۸۵۸ |
| چهارموهر       | ۳۱°۲۶′۴۹″شمالی ۵۱°۴۱′۵۰″شرقی / ۳۱٫۴۴۶۹°شمالی ۵۱٫۶۹۷۳°شرقی |        | ۱۸۵۹ |
| چورچور         | ۳۱°۲۱′۳۴″شمالی ۵۱°۴۷′۴۷″شرقی / ۳۱٫۳۵۹۵°شمالی ۵۱٫۷۹۶۴°شرقی |        | ۱۸۶۰ |
| چومه           | ۳۱°۳۳′۳۹″شمالی ۵۱°۲۴′۲۴″شرقی / ۳۱٫۵۶۰۷°شمالی ۵۱٫۴۰۶۷°شرقی |        | ۱۸۶۱ |
| حاج صادق خان   | ۳۱°۴۶′۴۰″شمالی ۵۱°۲۲′۴۱″شرقی / ۳۱٫۷۷۷۷°شمالی ۵۱٫۳۷۸۱°شرقی |        | ۱۸۶۲ |
| حرا            | ۳۱°۰۶′۰۳″شمالی ۵۱°۲۷′۵۷″شرقی / ۳۱٫۱۰۰۸°شمالی ۵۱٫۴۶۵۹°شرقی |        | ۱۸۶۳ |
| حناعلی شاه     | ۳۱°۲۹′۳۹″شمالی ۵۱°۲۹′۳۴″شرقی / ۳۱٫۴۹۴۳°شمالی ۵۱٫۴۹۲۸°شرقی |        | ۱۸۶۴ |
| حناعلی شاه     | ۳۱°۲۹′۲۰″شمالی ۵۱°۳۰′۰۲″شرقی / ۳۱٫۴۸۸۸°شمالی ۵۱٫۵۰۰۶°شرقی |        | ۱۸۶۵ |
| حوض دال        | ۳۱°۰۰′۲۴″شمالی ۵۱°۲۲′۵۱″شرقی / ۳۱٫۰۰۶۶°شمالی ۵۱٫۳۸۰۹°شرقی |        | ۱۸۶۶ |
| حوض ماهی       | ۳۱°۲۸′۰۰″شمالی ۵۱°۲۳′۲۱″شرقی / ۳۱٫۴۶۶۶°شمالی ۵۱٫۳۸۹۱°شرقی |        | ۱۸۶۷ |
| خاتون آقا      | ۳۱°۲۴′۰۸″شمالی ۵۱°۴۱′۱۵″شرقی / ۳۱٫۴۰۲۳°شمالی ۵۱٫۶۸۷۵°شرقی |        | ۱۸۶۸ |
| خرسان          | ۳۱°۰۱′۲۱″شمالی ۵۱°۲۲′۴۳″شرقی / ۳۱٫۰۲۲۶°شمالی ۵۱٫۳۷۸۵°شرقی |        | ۱۸۶۹ |
| خرسنگ          | ۳۱°۰۴′۲۱″شمالی ۵۱°۵۰′۰۱″شرقی / ۳۱٫۰۷۲۴°شمالی ۵۱٫۸۳۳۷°شرقی |        | ۱۸۷۰ |
| خرگر           | ۳۱°۰۷′۴۸″شمالی ۵۱°۲۶′۵۱″شرقی / ۳۱٫۱۳۰۱°شمالی ۵۱٫۴۴۷۵°شرقی |        | ۱۸۷۱ |
| خرمره          | ۳۱°۳۰′۳۷″شمالی ۵۱°۲۸′۰۲″شرقی / ۳۱٫۵۱۰۳°شمالی ۵۱٫۴۶۷۲°شرقی |        | ۱۸۷۲ |
| خطیرسوخته      | ۳۰°۴۲′۵۴″شمالی ۵۱°۴۵′۱۳″شرقی / ۳۰٫۷۱۵۰°شمالی ۵۱٫۷۵۳۵°شرقی |        | ۱۸۷۳ |
| خورشیدکشته     | ۳۱°۲۲′۳۴″شمالی ۵۱°۲۰′۵۸″شرقی / ۳۱٫۳۷۶۲°شمالی ۵۱٫۳۴۹۴°شرقی |        | ۱۸۷۴ |
| خولی           | ۳۱°۰۱′۳۵″شمالی ۵۱°۳۳′۵۸″شرقی / ۳۱٫۰۲۶۴°شمالی ۵۱٫۵۶۶۱°شرقی |        | ۱۸۷۵ |
| دارمه          | ۳۱°۳۳′۳۱″شمالی ۵۱°۱۹′۴۰″شرقی / ۳۱٫۵۵۸۷°شمالی ۵۱٫۳۲۷۸°شرقی |        | ۱۸۷۶ |
| داغ باشی       | ۳۱°۱۴′۴۷″شمالی ۵۱°۲۳′۰۲″شرقی / ۳۱٫۲۴۶۵°شمالی ۵۱٫۳۸۴۰°شرقی |        | ۱۸۷۷ |
| داغ باشی       | ۳۱°۱۴′۲۹″شمالی ۵۱°۲۱′۴۲″شرقی / ۳۱٫۲۴۱۴°شمالی ۵۱٫۳۶۱۶°شرقی |        | ۱۸۷۸ |
| درنگنا         | ۳۱°۱۲′۰۳″شمالی ۵۱°۲۱′۴۴″شرقی / ۳۱٫۲۰۰۹°شمالی ۵۱٫۳۶۲۲°شرقی |        | ۱۸۷۹ |
| دره فراخ       | ۳۱°۲۷′۵۳″شمالی ۵۱°۱۹′۲۴″شرقی / ۳۱٫۴۶۴۸°شمالی ۵۱٫۳۲۳۲°شرقی |        | ۱۸۸۰ |
| دژ             | ۳۰°۵۹′۱۱″شمالی ۵۱°۲۶′۵۶″شرقی / ۳۰٫۹۸۶۳°شمالی ۵۱٫۴۴۸۹°شرقی |        | ۱۸۸۱ |
| دژگینه         | ۳۱°۱۰′۰۱″شمالی ۵۱°۲۷′۱۸″شرقی / ۳۱٫۱۶۶۹°شمالی ۵۱٫۴۵۵۱°شرقی |        | ۱۸۸۲ |
| دشت جیران      | ۳۱°۰۱′۰۷″شمالی ۵۱°۴۸′۲۵″شرقی / ۳۱٫۰۱۸۶°شمالی ۵۱٫۸۰۷۰°شرقی |        | ۱۸۸۳ |
| دشتک           | ۳۱°۴۸′۱۷″شمالی ۵۱°۳۲′۵۱″شرقی / ۳۱٫۸۰۴۶°شمالی ۵۱٫۵۴۷۶°شرقی |        | ۱۸۸۴ |
| دلک داش        | ۳۱°۳۰′۱۲″شمالی ۵۱°۳۷′۳۴″شرقی / ۳۱٫۵۰۳۳°شمالی ۵۱٫۶۲۶۰°شرقی |        | ۱۸۸۵ |
| دلمه           | ۳۱°۲۱′۰۹″شمالی ۵۱°۴۵′۴۶″شرقی / ۳۱٫۳۵۲۵°شمالی ۵۱٫۷۶۲۹°شرقی |        | ۱۸۸۶ |
| دلی داش        | ۳۱°۳۰′۴۴″شمالی ۵۱°۳۸′۳۵″شرقی / ۳۱٫۵۱۲۳°شمالی ۵۱٫۶۴۳۰°شرقی |        | ۱۸۸۷ |
| دنا            | ۳۱°۰۱′۴۹″شمالی ۵۱°۲۳′۵۳″شرقی / ۳۱٫۰۳۰۴°شمالی ۵۱٫۳۹۸۱°شرقی |        | ۱۸۸۸ |
| دنا            | ۳۰°۵۴′۰۳″شمالی ۵۱°۲۹′۱۷″شرقی / ۳۰٫۹۰۰۷°شمالی ۵۱٫۴۸۸۱°شرقی |        | ۱۸۸۹ |
| دنا            | ۳۰°۵۳′۱۷″شمالی ۵۱°۳۲′۵۸″شرقی / ۳۰٫۸۸۸۱°شمالی ۵۱٫۵۴۹۴°شرقی |        | ۱۸۹۰ |
| دنا            | ۳۰°۵۰′۱۹″شمالی ۵۱°۳۴′۵۶″شرقی / ۳۰٫۸۳۸۶°شمالی ۵۱٫۵۸۲۳°شرقی |        | ۱۸۹۱ |
| دنا            | ۳۰°۴۸′۰۸″شمالی ۵۱°۴۲′۴۷″شرقی / ۳۰٫۸۰۲۱°شمالی ۵۱٫۷۱۳۰°شرقی |        | ۱۸۹۲ |
| دوبند          | ۳۱°۲۸′۴۵″شمالی ۵۱°۱۸′۰۳″شرقی / ۳۱٫۴۷۹۳°شمالی ۵۱٫۳۰۰۸°شرقی |        | ۱۸۹۳ |
| دوبندنسار      | ۳۱°۰۸′۲۲″شمالی ۵۱°۱۹′۵۱″شرقی / ۳۱٫۱۳۹۵°شمالی ۵۱٫۳۳۰۹°شرقی |        | ۱۸۹۴ |
| دوراخ          | ۳۱°۰۰′۱۸″شمالی ۵۱°۳۷′۴۴″شرقی / ۳۱٫۰۰۵۱°شمالی ۵۱٫۶۲۸۹°شرقی |        | ۱۸۹۵ |
| دورگ اسبران    | ۳۱°۲۷′۲۶″شمالی ۵۱°۲۲′۳۵″شرقی / ۳۱٫۴۵۷۱°شمالی ۵۱٫۳۷۶۴°شرقی |        | ۱۸۹۶ |
| دورگ اسبران    | ۳۱°۲۶′۴۸″شمالی ۵۱°۲۱′۴۳″شرقی / ۳۱٫۴۴۶۷°شمالی ۵۱٫۳۶۲۰°شرقی |        | ۱۸۹۷ |
| دوگوش          | ۳۰°۵۷′۰۱″شمالی ۵۱°۵۰′۲۱″شرقی / ۳۰٫۹۵۰۴°شمالی ۵۱٫۸۳۹۲°شرقی |        | ۱۸۹۸ |
| دولت قرین      | ۳۱°۳۰′۳۳″شمالی ۵۱°۴۱′۱۵″شرقی / ۳۱٫۵۰۹۳°شمالی ۵۱٫۶۸۷۴°شرقی |        | ۱۸۹۹ |
| رخدک           | ۳۱°۲۹′۵۱″شمالی ۵۱°۳۰′۵۰″شرقی / ۳۱٫۴۹۷۶°شمالی ۵۱٫۵۱۳۹°شرقی |        | ۱۹۰۰ |
| رگ حنا         | ۳۱°۱۰′۳۵″شمالی ۵۱°۴۲′۳۳″شرقی / ۳۱٫۱۷۶۵°شمالی ۵۱٫۷۰۹۳°شرقی |        | ۱۹۰۱ |
| رگا            | ۳۱°۱۱′۰۲″شمالی ۵۱°۴۴′۳۲″شرقی / ۳۱٫۱۸۳۹°شمالی ۵۱٫۷۴۲۲°شرقی |        | ۱۹۰۲ |
| رگه هوا        | ۳۱°۰۸′۱۸″شمالی ۵۱°۲۳′۰۷″شرقی / ۳۱٫۱۳۸۳°شمالی ۵۱٫۳۸۵۳°شرقی |        | ۱۹۰۳ |
| رمبه           | ۳۱°۰۶′۰۹″شمالی ۵۱°۲۱′۱۳″شرقی / ۳۱٫۱۰۲۴°شمالی ۵۱٫۳۵۳۷°شرقی |        | ۱۹۰۴ |
| رمبهه          | ۳۱°۰۵′۵۶″شمالی ۵۱°۲۰′۰۶″شرقی / ۳۱٫۰۹۹۰°شمالی ۵۱٫۳۳۴۹°شرقی |        | ۱۹۰۵ |
| رمچر           | ۳۰°۵۲′۱۰″شمالی ۵۱°۳۶′۰۲″شرقی / ۳۰٫۸۶۹۵°شمالی ۵۱٫۶۰۰۶°شرقی |        | ۱۹۰۶ |
| رمچر           | ۳۰°۵۲′۰۵″شمالی ۵۱°۳۷′۳۳″شرقی / ۳۰٫۸۶۸۰°شمالی ۵۱٫۶۲۵۸°شرقی |        | ۱۹۰۷ |
| ریزروان        | ۳۱°۰۴′۱۲″شمالی ۵۱°۲۱′۳۳″شرقی / ۳۱٫۰۷۰۰°شمالی ۵۱٫۳۵۹۳°شرقی |        | ۱۹۰۸ |
| ریزک           | ۳۰°۵۹′۴۷″شمالی ۵۱°۵۲′۴۶″شرقی / ۳۰٫۹۹۶۵°شمالی ۵۱٫۸۷۹۴°شرقی |        | ۱۹۰۹ |
| ریزک           | ۳۰°۵۹′۴۹″شمالی ۵۱°۵۲′۱۲″شرقی / ۳۰٫۹۹۶۹°شمالی ۵۱٫۸۶۹۹°شرقی |        | ۱۹۱۰ |
| زالی خانی      | ۳۱°۲۷′۳۰″شمالی ۵۱°۴۰′۲۲″شرقی / ۳۱٫۴۵۸۳°شمالی ۵۱٫۶۷۲۹°شرقی |        | ۱۹۱۱ |
| زردبرآفتاب     | ۳۱°۲۴′۵۳″شمالی ۵۱°۲۵′۰۳″شرقی / ۳۱٫۴۱۴۶°شمالی ۵۱٫۴۱۷۵°شرقی |        | ۱۹۱۲ |
| زردک           | ۳۱°۴۴′۰۹″شمالی ۵۱°۳۷′۴۳″شرقی / ۳۱٫۷۳۵۷°شمالی ۵۱٫۶۲۸۵°شرقی |        | ۱۹۱۳ |
| زرده کوه       | ۳۱°۴۵′۰۹″شمالی ۵۱°۳۲′۵۱″شرقی / ۳۱٫۷۵۲۵°شمالی ۵۱٫۵۴۷۵°شرقی |        | ۱۹۱۴ |
| زهرابی بی      | ۳۱°۳۲′۲۶″شمالی ۵۱°۲۷′۲۰″شرقی / ۳۱٫۵۴۰۶°شمالی ۵۱٫۴۵۵۵°شرقی |        | ۱۹۱۵ |
| ساجمه          | ۳۱°۱۲′۱۹″شمالی ۵۱°۲۸′۵۰″شرقی / ۳۱٫۲۰۵۲°شمالی ۵۱٫۴۸۰۶°شرقی |        | ۱۹۱۶ |
| سبز            | ۳۱°۲۴′۰۸″شمالی ۵۱°۲۶′۵۷″شرقی / ۳۱٫۴۰۲۲°شمالی ۵۱٫۴۴۹۱°شرقی |        | ۱۹۱۷ |
| سرچغا          | ۳۱°۳۸′۵۰″شمالی ۵۱°۳۱′۳۴″شرقی / ۳۱٫۶۴۷۳°شمالی ۵۱٫۵۲۶۱°شرقی |        | ۱۹۱۸ |
| سرکم بانه      | ۳۱°۱۹′۳۰″شمالی ۵۱°۳۷′۵۴″شرقی / ۳۱٫۳۲۴۹°شمالی ۵۱٫۶۳۱۶°شرقی |        | ۱۹۱۹ |
| سرگز           | ۳۱°۳۲′۰۸″شمالی ۵۱°۳۱′۰۰″شرقی / ۳۱٫۵۳۵۵°شمالی ۵۱٫۵۱۶۸°شرقی |        | ۱۹۲۰ |
| سرگینه         | ۳۱°۱۳′۰۴″شمالی ۵۱°۲۴′۴۶″شرقی / ۳۱٫۲۱۷۸°شمالی ۵۱٫۴۱۲۸°شرقی |        | ۱۹۲۱ |
| سفید           | ۳۱°۲۵′۲۲″شمالی ۵۱°۲۸′۴۵″شرقی / ۳۱٫۴۲۲۸°شمالی ۵۱٫۴۷۹۱°شرقی |        | ۱۹۲۲ |
| سفید           | ۳۱°۰۹′۱۵″شمالی ۵۱°۴۸′۲۵″شرقی / ۳۱٫۱۵۴۱°شمالی ۵۱٫۸۰۷۰°شرقی |        | ۱۹۲۳ |
| سقزلی          | ۳۱°۰۰′۲۹″شمالی ۵۱°۴۷′۱۶″شرقی / ۳۱٫۰۰۸۱°شمالی ۵۱٫۷۸۷۸°شرقی |        | ۱۹۲۴ |
| سکو            | ۳۰°۵۵′۵۰″شمالی ۵۱°۴۲′۴۸″شرقی / ۳۰٫۹۳۰۶°شمالی ۵۱٫۷۱۳۲°شرقی |        | ۱۹۲۵ |
| سلک            | ۳۱°۱۰′۵۳″شمالی ۵۱°۲۵′۵۵″شرقی / ۳۱٫۱۸۱۴°شمالی ۵۱٫۴۳۲۰°شرقی |        | ۱۹۲۶ |
| سلماخور        | ۳۱°۲۲′۴۸″شمالی ۵۱°۱۸′۵۷″شرقی / ۳۱٫۳۸۰۰°شمالی ۵۱٫۳۱۵۸°شرقی |        | ۱۹۲۷ |
| سنگ دشتبان     | ۳۱°۰۵′۲۹″شمالی ۵۱°۴۶′۵۵″شرقی / ۳۱٫۰۹۱۳°شمالی ۵۱٫۷۸۱۹°شرقی |        | ۱۹۲۸ |
| سورشده         | ۳۱°۳۲′۰۳″شمالی ۵۱°۴۳′۰۷″شرقی / ۳۱٫۵۳۴۲°شمالی ۵۱٫۷۱۸۷°شرقی |        | ۱۹۲۹ |
| سوغانلو        | ۳۱°۵۰′۰۹″شمالی ۵۱°۲۳′۵۸″شرقی / ۳۱٫۸۳۵۸°شمالی ۵۱٫۳۹۹۵°شرقی |        | ۱۹۳۰ |
| سیاه           | ۳۱°۲۷′۳۰″شمالی ۵۱°۲۸′۵۶″شرقی / ۳۱٫۴۵۸۳°شمالی ۵۱٫۴۸۲۲°شرقی |        | ۱۹۳۱ |
| سیاه           | ۳۱°۳۹′۰۶″شمالی ۵۱°۲۵′۱۳″شرقی / ۳۱٫۶۵۱۶°شمالی ۵۱٫۴۲۰۲°شرقی |        | ۱۹۳۲ |
| سیاه           | ۳۱°۳۲′۲۷″شمالی ۵۱°۲۰′۴۱″شرقی / ۳۱٫۵۴۰۸°شمالی ۵۱٫۳۴۴۷°شرقی |        | ۱۹۳۳ |
| سیاه           | ۳۰°۴۹′۰۸″شمالی ۵۱°۵۰′۲۱″شرقی / ۳۰٫۸۱۹۰°شمالی ۵۱٫۸۳۹۱°شرقی |        | ۱۹۳۴ |
| سیاه           | ۳۰°۴۸′۲۴″شمالی ۵۱°۴۷′۱۹″شرقی / ۳۰٫۸۰۶۸°شمالی ۵۱٫۷۸۸۷°شرقی |        | ۱۹۳۵ |
| سینه           | ۳۱°۰۰′۳۷″شمالی ۵۱°۲۹′۱۸″شرقی / ۳۱٫۰۱۰۲°شمالی ۵۱٫۴۸۸۴°شرقی |        | ۱۹۳۶ |
| سینه حتم       | ۳۱°۴۸′۱۳″شمالی ۵۱°۱۷′۳۴″شرقی / ۳۱٫۸۰۳۵°شمالی ۵۱٫۲۹۲۹°شرقی |        | ۱۹۳۷ |
| شالمالوق       | ۳۱°۴۶′۳۴″شمالی ۵۱°۳۰′۱۵″شرقی / ۳۱٫۷۷۶۱°شمالی ۵۱٫۵۰۴۱°شرقی |        | ۱۹۳۸ |
| شاه بداغ       | ۳۱°۱۰′۴۴″شمالی ۵۱°۳۸′۲۰″شرقی / ۳۱٫۱۷۸۹°شمالی ۵۱٫۶۳۸۹°شرقی |        | ۱۹۳۹ |
| شاه بداغ       | ۳۱°۱۰′۵۶″شمالی ۵۱°۳۷′۱۲″شرقی / ۳۱٫۱۸۲۱°شمالی ۵۱٫۶۲۰۱°شرقی |        | ۱۹۴۰ |
| شاه قاسم       | ۳۱°۲۵′۳۴″شمالی ۵۱°۴۴′۳۷″شرقی / ۳۱٫۴۲۶۰°شمالی ۵۱٫۷۴۳۵°شرقی |        | ۱۹۴۱ |
| شک             | ۳۱°۲۷′۰۵″شمالی ۵۱°۳۴′۵۴″شرقی / ۳۱٫۴۵۱۳°شمالی ۵۱٫۵۸۱۶°شرقی |        | ۱۹۴۲ |
| شن لو          | ۳۱°۴۹′۴۹″شمالی ۵۱°۲۲′۵۱″شرقی / ۳۱٫۸۳۰۳°شمالی ۵۱٫۳۸۰۹°شرقی |        | ۱۹۴۳ |
| شن لو          | ۳۱°۴۶′۵۷″شمالی ۵۱°۳۴′۱۷″شرقی / ۳۱٫۷۸۲۶°شمالی ۵۱٫۵۷۱۴°شرقی |        | ۱۹۴۴ |
| شیربرنجی       | ۳۱°۲۹′۴۸″شمالی ۵۱°۳۴′۴۰″شرقی / ۳۱٫۴۹۶۶°شمالی ۵۱٫۵۷۷۸°شرقی |        | ۱۹۴۵ |
| طیبی           | ۳۱°۱۵′۴۵″شمالی ۵۱°۲۳′۳۶″شرقی / ۳۱٫۲۶۲۶°شمالی ۵۱٫۳۹۳۳°شرقی |        | ۱۹۴۶ |
| طیبی           | ۳۱°۱۷′۱۱″شمالی ۵۱°۲۱′۵۷″شرقی / ۳۱٫۲۸۶۵°شمالی ۵۱٫۳۶۵۸°شرقی |        | ۱۹۴۷ |
| علوی           | ۳۱°۳۹′۳۰″شمالی ۵۱°۳۰′۳۵″شرقی / ۳۱٫۶۵۸۴°شمالی ۵۱٫۵۰۹۷°شرقی |        | ۱۹۴۸ |
| علی‌آباد        | ۳۱°۴۹′۰۸″شمالی ۵۱°۲۶′۰۶″شرقی / ۳۱٫۸۱۸۸°شمالی ۵۱٫۴۳۴۹°شرقی |        | ۱۹۴۹ |
| علی جانی       | ۳۰°۵۳′۴۳″شمالی ۵۱°۴۹′۲۹″شرقی / ۳۰٫۸۹۵۳°شمالی ۵۱٫۸۲۴۷°شرقی |        | ۱۹۵۰ |
| علی جانی       | ۳۰°۵۵′۱۳″شمالی ۵۱°۴۶′۳۴″شرقی / ۳۰٫۹۲۰۲°شمالی ۵۱٫۷۷۶۲°شرقی |        | ۱۹۵۱ |
| علیمردان       | ۳۱°۰۲′۵۶″شمالی ۵۱°۲۹′۳۰″شرقی / ۳۱٫۰۴۹۰°شمالی ۵۱٫۴۹۱۷°شرقی |        | ۱۹۵۲ |
| علیمردان       | ۳۱°۰۳′۰۴″شمالی ۵۱°۳۱′۱۸″شرقی / ۳۱٫۰۵۱۱°شمالی ۵۱٫۵۲۱۶°شرقی |        | ۱۹۵۳ |
| غارکیخسرو      | ۳۰°۵۸′۳۲″شمالی ۵۱°۲۷′۲۶″شرقی / ۳۰٫۹۷۵۶°شمالی ۵۱٫۴۵۷۱°شرقی |        | ۱۹۵۴ |
| فتح علی آقا    | ۳۱°۴۲′۴۳″شمالی ۵۱°۲۴′۳۱″شرقی / ۳۱٫۷۱۱۹°شمالی ۵۱٫۴۰۸۵°شرقی |        | ۱۹۵۵ |
| قاپاق لو       | ۳۱°۳۶′۲۲″شمالی ۵۱°۲۴′۰۶″شرقی / ۳۱٫۶۰۶۲°شمالی ۵۱٫۴۰۱۷°شرقی |        | ۱۹۵۶ |
| قاش مستون      | ۳۱°۰۰′۰۴″شمالی ۵۱°۲۶′۰۹″شرقی / ۳۱٫۰۰۱۱°شمالی ۵۱٫۴۳۵۹°شرقی |        | ۱۹۵۷ |
| قبرمحمدحسین    | ۳۱°۰۹′۰۹″شمالی ۵۱°۲۱′۴۷″شرقی / ۳۱٫۱۵۲۶°شمالی ۵۱٫۳۶۳۰°شرقی |        | ۱۹۵۸ |
| قرش            | ۳۱°۰۰′۳۰″شمالی ۵۱°۴۰′۵۲″شرقی / ۳۱٫۰۰۸۴°شمالی ۵۱٫۶۸۱۲°شرقی |        | ۱۹۵۹ |
| قره داش        | ۳۱°۲۶′۲۹″شمالی ۵۱°۴۵′۱۴″شرقی / ۳۱٫۴۴۱۵°شمالی ۵۱٫۷۵۴۰°شرقی |        | ۱۹۶۰ |
| قره داش        | ۳۱°۲۵′۱۸″شمالی ۵۱°۴۵′۱۰″شرقی / ۳۱٫۴۲۱۷°شمالی ۵۱٫۷۵۲۷°شرقی |        | ۱۹۶۱ |
| قره داش        | ۳۱°۱۲′۰۹″شمالی ۵۱°۳۶′۰۶″شرقی / ۳۱٫۲۰۲۴°شمالی ۵۱٫۶۰۱۷°شرقی |        | ۱۹۶۲ |
| قره داش        | ۳۱°۲۶′۵۶″شمالی ۵۱°۴۴′۴۵″شرقی / ۳۱٫۴۴۹۰°شمالی ۵۱٫۷۴۵۸°شرقی |        | ۱۹۶۳ |
| قره داش        | ۳۱°۳۱′۲۸″شمالی ۵۱°۳۵′۳۹″شرقی / ۳۱٫۵۲۴۴°شمالی ۵۱٫۵۹۴۱°شرقی |        | ۱۹۶۴ |
| قره داغ        | ۳۱°۲۰′۱۰″شمالی ۵۱°۵۲′۴۰″شرقی / ۳۱٫۳۳۶۲°شمالی ۵۱٫۸۷۷۸°شرقی |        | ۱۹۶۵ |
| قره داغ        | ۳۱°۲۰′۲۱″شمالی ۵۱°۵۰′۳۶″شرقی / ۳۱٫۳۳۹۳°شمالی ۵۱٫۸۴۳۴°شرقی |        | ۱۹۶۶ |
| قره دره سی     | ۳۱°۲۴′۲۴″شمالی ۵۱°۴۵′۳۶″شرقی / ۳۱٫۴۰۶۸°شمالی ۵۱٫۷۶۰۱°شرقی |        | ۱۹۶۷ |
| قره قاچ        | ۳۱°۳۳′۳۵″شمالی ۵۱°۲۳′۰۷″شرقی / ۳۱٫۵۵۹۶°شمالی ۵۱٫۳۸۵۳°شرقی |        | ۱۹۶۸ |
| قره قاچ        | ۳۱°۳۳′۴۸″شمالی ۵۱°۲۱′۵۸″شرقی / ۳۱٫۵۶۳۲°شمالی ۵۱٫۳۶۶۱°شرقی |        | ۱۹۶۹ |
| قره قوش        | ۳۰°۵۵′۰۲″شمالی ۵۱°۴۳′۴۹″شرقی / ۳۰٫۹۱۷۳°شمالی ۵۱٫۷۳۰۴°شرقی |        | ۱۹۷۰ |
| قره یال        | ۳۱°۰۴′۴۳″شمالی ۵۱°۲۴′۴۳″شرقی / ۳۱٫۰۷۸۶°شمالی ۵۱٫۴۱۱۹°شرقی |        | ۱۹۷۱ |
| قروش           | ۳۰°۵۷′۴۶″شمالی ۵۱°۴۲′۱۸″شرقی / ۳۰٫۹۶۲۹°شمالی ۵۱٫۷۰۵۱°شرقی |        | ۱۹۷۲ |
| قروش           | ۳۰°۵۸′۳۶″شمالی ۵۱°۳۷′۵۸″شرقی / ۳۰٫۹۷۶۶°شمالی ۵۱٫۶۳۲۸°شرقی |        | ۱۹۷۳ |
| قزل یال بزرگ   | ۳۱°۳۴′۴۴″شمالی ۵۱°۳۰′۲۸″شرقی / ۳۱٫۵۷۸۸°شمالی ۵۱٫۵۰۷۷°شرقی |        | ۱۹۷۴ |
| قزل یال کوچک   | ۳۱°۳۳′۵۱″شمالی ۵۱°۳۱′۱۳″شرقی / ۳۱٫۵۶۴۳°شمالی ۵۱٫۵۲۰۴°شرقی |        | ۱۹۷۵ |
| قلات بزی       | ۳۱°۰۱′۲۷″شمالی ۵۱°۲۲′۰۴″شرقی / ۳۱٫۰۲۴۳°شمالی ۵۱٫۳۶۷۷°شرقی |        | ۱۹۷۶ |
| قلات سه ترک    | ۳۰°۵۰′۴۸″شمالی ۵۱°۴۵′۲۶″شرقی / ۳۰٫۸۴۶۸°شمالی ۵۱٫۷۵۷۱°شرقی |        | ۱۹۷۷ |
| قلعه           | ۳۱°۳۴′۵۷″شمالی ۵۱°۲۶′۰۶″شرقی / ۳۱٫۵۸۲۵°شمالی ۵۱٫۴۳۵۰°شرقی |        | ۱۹۷۸ |
| قلعه سفید      | ۳۱°۲۵′۲۴″شمالی ۵۱°۱۸′۵۱″شرقی / ۳۱٫۴۲۳۴°شمالی ۵۱٫۳۱۴۱°شرقی |        | ۱۹۷۹ |
| قله باغ        | ۳۱°۲۱′۳۰″شمالی ۵۱°۲۶′۵۰″شرقی / ۳۱٫۳۵۸۴°شمالی ۵۱٫۴۴۷۲°شرقی |        | ۱۹۸۰ |
| قوچون          | ۳۱°۱۹′۵۴″شمالی ۵۱°۴۱′۳۶″شرقی / ۳۱٫۳۳۱۶°شمالی ۵۱٫۶۹۳۲°شرقی |        | ۱۹۸۱ |
| قوچون          | ۳۱°۲۱′۲۶″شمالی ۵۱°۴۰′۵۶″شرقی / ۳۱٫۳۵۷۱°شمالی ۵۱٫۶۸۲۳°شرقی |        | ۱۹۸۲ |
| قوچی           | ۳۱°۱۰′۳۰″شمالی ۵۱°۲۴′۱۳″شرقی / ۳۱٫۱۷۵۱°شمالی ۵۱٫۴۰۳۵°شرقی |        | ۱۹۸۳ |
| قوچی           | ۳۱°۱۴′۲۹″شمالی ۵۱°۲۰′۱۹″شرقی / ۳۱٫۲۴۱۵°شمالی ۵۱٫۳۳۸۵°شرقی |        | ۱۹۸۴ |
| قوچی           | ۳۱°۰۷′۴۱″شمالی ۵۱°۳۲′۳۷″شرقی / ۳۱٫۱۲۸۱°شمالی ۵۱٫۵۴۳۶°شرقی |        | ۱۹۸۵ |
| قوره چمن       | ۳۱°۴۳′۵۴″شمالی ۵۱°۳۷′۱۰″شرقی / ۳۱٫۷۳۱۸°شمالی ۵۱٫۶۱۹۴°شرقی |        | ۱۹۸۶ |
| قوین چمن       | ۳۱°۳۰′۰۹″شمالی ۵۱°۳۹′۱۸″شرقی / ۳۱٫۵۰۲۵°شمالی ۵۱٫۶۵۴۹°شرقی |        | ۱۹۸۷ |
| قویی           | ۳۱°۳۴′۱۴″شمالی ۵۱°۲۶′۱۰″شرقی / ۳۱٫۵۷۰۵°شمالی ۵۱٫۴۳۶۱°شرقی |        | ۱۹۸۸ |
| قیصر           | ۳۱°۱۲′۳۰″شمالی ۵۱°۳۰′۱۶″شرقی / ۳۱٫۲۰۸۳°شمالی ۵۱٫۵۰۴۵°شرقی |        | ۱۹۸۹ |
| کاسگان         | ۳۱°۴۰′۵۱″شمالی ۵۱°۲۴′۵۱″شرقی / ۳۱٫۶۸۰۷°شمالی ۵۱٫۴۱۴۲°شرقی |        | ۱۹۹۰ |
| کاسگان         | ۳۱°۴۰′۰۷″شمالی ۵۱°۲۵′۲۰″شرقی / ۳۱٫۶۶۸۵°شمالی ۵۱٫۴۲۲۱°شرقی |        | ۱۹۹۱ |
| کره یال        | ۳۱°۳۵′۳۳″شمالی ۵۱°۲۹′۳۲″شرقی / ۳۱٫۵۹۲۵°شمالی ۵۱٫۴۹۲۲°شرقی |        | ۱۹۹۲ |
| کل انجه        | ۳۰°۵۹′۳۹″شمالی ۵۱°۳۶′۲۷″شرقی / ۳۰٫۹۹۴۱°شمالی ۵۱٫۶۰۷۶°شرقی |        | ۱۹۹۳ |
| کل قبله        | ۳۱°۰۷′۳۴″شمالی ۵۱°۲۰′۵۲″شرقی / ۳۱٫۱۲۶۲°شمالی ۵۱٫۳۴۷۹°شرقی |        | ۱۹۹۴ |
| کلنجه          | ۳۱°۰۰′۲۸″شمالی ۵۱°۳۵′۰۶″شرقی / ۳۱٫۰۰۷۷°شمالی ۵۱٫۵۸۵۱°شرقی |        | ۱۹۹۵ |
| کمانه          | ۳۱°۲۹′۱۹″شمالی ۵۱°۲۱′۱۰″شرقی / ۳۱٫۴۸۸۵°شمالی ۵۱٫۳۵۲۹°شرقی |        | ۱۹۹۶ |
| کمانه          | ۳۱°۳۰′۱۵″شمالی ۵۱°۲۱′۵۴″شرقی / ۳۱٫۵۰۴۳°شمالی ۵۱٫۳۶۵۰°شرقی |        | ۱۹۹۷ |
| کنگری          | ۳۱°۰۲′۵۰″شمالی ۵۱°۴۹′۳۸″شرقی / ۳۱٫۰۴۷۱°شمالی ۵۱٫۸۲۷۳°شرقی |        | ۱۹۹۸ |
| کهریز          | ۳۱°۳۴′۲۹″شمالی ۵۱°۳۱′۲۴″شرقی / ۳۱٫۵۷۴۸°شمالی ۵۱٫۵۲۳۳°شرقی |        | ۱۹۹۹ |
| کوچک           | ۳۱°۴۴′۲۶″شمالی ۵۱°۲۳′۱۲″شرقی / ۳۱٫۷۴۰۶°شمالی ۵۱٫۳۸۶۸°شرقی |        | ۲۰۰۰ |
| کون زردک       | ۳۱°۰۹′۰۰″شمالی ۵۱°۲۳′۱۲″شرقی / ۳۱٫۱۵۰۱°شمالی ۵۱٫۳۸۶۶°شرقی |        | ۲۰۰۱ |
| کوهک بزرگ      | ۳۱°۰۶′۳۸″شمالی ۵۱°۴۵′۳۱″شرقی / ۳۱٫۱۱۰۵°شمالی ۵۱٫۷۵۸۶°شرقی |        | ۲۰۰۲ |
| کوهک بزرگ      | ۳۱°۰۷′۰۶″شمالی ۵۱°۴۴′۳۰″شرقی / ۳۱٫۱۱۸۳°شمالی ۵۱٫۷۴۱۸°شرقی |        | ۲۰۰۳ |
| گاوتپه         | ۳۱°۰۳′۰۵″شمالی ۵۱°۴۲′۲۴″شرقی / ۳۱٫۰۵۱۵°شمالی ۵۱٫۷۰۶۷°شرقی |        | ۲۰۰۴ |
| گردنه اژدهایی  | ۳۱°۴۴′۲۷″شمالی ۵۱°۲۴′۳۶″شرقی / ۳۱٫۷۴۰۷°شمالی ۵۱٫۴۱۰۱°شرقی |        | ۲۰۰۵ |
| گردنه سفید     | ۳۱°۰۱′۰۰″شمالی ۵۱°۲۶′۵۶″شرقی / ۳۱٫۰۱۶۷°شمالی ۵۱٫۴۴۸۹°شرقی |        | ۲۰۰۶ |
| گردواستان      | ۳۱°۲۸′۴۷″شمالی ۵۱°۱۸′۳۴″شرقی / ۳۱٫۴۷۹۸°شمالی ۵۱٫۳۰۹۴°شرقی |        | ۲۰۰۷ |
| گروه بر        | ۳۱°۰۷′۰۸″شمالی ۵۱°۱۹′۵۵″شرقی / ۳۱٫۱۱۹۰°شمالی ۵۱٫۳۳۲۰°شرقی |        | ۲۰۰۸ |
| گل افشان       | ۳۱°۱۶′۴۹″شمالی ۵۱°۴۵′۱۶″شرقی / ۳۱٫۲۸۰۲°شمالی ۵۱٫۷۵۴۴°شرقی |        | ۲۰۰۹ |
| گل اوشا        | ۳۱°۱۶′۴۸″شمالی ۵۱°۴۲′۵۳″شرقی / ۳۱٫۲۸۰۱°شمالی ۵۱٫۷۱۴۶°شرقی |        | ۲۰۱۰ |
| گل کن          | ۳۱°۲۸′۱۵″شمالی ۵۱°۳۳′۱۳″شرقی / ۳۱٫۴۷۰۹°شمالی ۵۱٫۵۵۳۷°شرقی |        | ۲۰۱۱ |
| گلستانک        | ۳۱°۱۲′۱۵″شمالی ۵۱°۲۸′۰۷″شرقی / ۳۱٫۲۰۴۲°شمالی ۵۱٫۴۶۸۶°شرقی |        | ۲۰۱۲ |
| گله وار        | ۳۱°۰۳′۰۰″شمالی ۵۱°۲۸′۴۳″شرقی / ۳۱٫۰۵۰۰°شمالی ۵۱٫۴۷۸۶°شرقی |        | ۲۰۱۳ |
| گودمیل         | ۳۱°۲۲′۳۴″شمالی ۵۱°۱۸′۳۱″شرقی / ۳۱٫۳۷۶۱°شمالی ۵۱٫۳۰۸۷°شرقی |        | ۲۰۱۴ |
| گودن مودن      | ۳۱°۰۱′۰۹″شمالی ۵۱°۳۰′۳۶″شرقی / ۳۱٫۰۱۹۲°شمالی ۵۱٫۵۱۰۱°شرقی |        | ۲۰۱۵ |
| لای سفید       | ۳۱°۲۴′۴۰″شمالی ۵۱°۳۹′۵۱″شرقی / ۳۱٫۴۱۱۰°شمالی ۵۱٫۶۶۴۳°شرقی |        | ۲۰۱۶ |
| لران           | ۳۱°۴۰′۵۷″شمالی ۵۱°۲۷′۱۲″شرقی / ۳۱٫۶۸۲۵°شمالی ۵۱٫۴۵۳۴°شرقی |        | ۲۰۱۷ |
| لرگون          | ۳۱°۳۰′۵۷″شمالی ۵۱°۳۱′۵۷″شرقی / ۳۱٫۵۱۵۸°شمالی ۵۱٫۵۳۲۶°شرقی |        | ۲۰۱۸ |
| لوک داشی       | ۳۱°۴۹′۲۵″شمالی ۵۱°۲۴′۲۸″شرقی / ۳۱٫۸۲۳۵°شمالی ۵۱٫۴۰۷۷°شرقی |        | ۲۰۱۹ |
| لوکوره         | ۳۱°۰۰′۳۲″شمالی ۵۱°۲۵′۰۶″شرقی / ۳۱٫۰۰۹۰°شمالی ۵۱٫۴۱۸۲°شرقی |        | ۲۰۲۰ |
| لی سرخ         | ۳۰°۵۵′۵۶″شمالی ۵۱°۳۳′۰۴″شرقی / ۳۰٫۹۳۲۱°شمالی ۵۱٫۵۵۱۰°شرقی |        | ۲۰۲۱ |
| لی سرخ         | ۳۰°۵۷′۲۱″شمالی ۵۱°۳۰′۱۷″شرقی / ۳۰٫۹۵۵۷°شمالی ۵۱٫۵۰۴۸°شرقی |        | ۲۰۲۲ |
| لیکارد         | ۳۱°۲۸′۲۴″شمالی ۵۱°۲۳′۴۸″شرقی / ۳۱٫۴۷۳۲°شمالی ۵۱٫۳۹۶۶°شرقی |        | ۲۰۲۳ |
| مادردختر       | ۳۱°۱۲′۵۵″شمالی ۵۱°۴۱′۱۷″شرقی / ۳۱٫۲۱۵۳°شمالی ۵۱٫۶۸۸۱°شرقی |        | ۲۰۲۴ |
| مارگیری        | ۳۰°۵۵′۲۶″شمالی ۵۱°۳۴′۱۱″شرقی / ۳۰٫۹۲۳۹°شمالی ۵۱٫۵۶۹۸°شرقی |        | ۲۰۲۵ |
| مروارید        | ۳۱°۱۵′۳۲″شمالی ۵۱°۵۶′۵۱″شرقی / ۳۱٫۲۵۹۰°شمالی ۵۱٫۹۴۷۵°شرقی |        | ۲۰۲۶ |
| مروارید        | ۳۱°۱۲′۲۲″شمالی ۵۱°۵۱′۱۷″شرقی / ۳۱٫۲۰۶۰°شمالی ۵۱٫۸۵۴۸°شرقی |        | ۲۰۲۷ |
| مشتنه          | ۳۱°۰۸′۴۹″شمالی ۵۱°۲۳′۳۳″شرقی / ۳۱٫۱۴۷۰°شمالی ۵۱٫۳۹۲۴°شرقی |        | ۲۰۲۸ |
| منصورشهید      | ۳۰°۴۹′۴۶″شمالی ۵۱°۴۳′۳۵″شرقی / ۳۰٫۸۲۹۴°شمالی ۵۱٫۷۲۶۳°شرقی |        | ۲۰۲۹ |
| موشوره         | ۳۰°۵۱′۰۴″شمالی ۵۱°۴۶′۱۴″شرقی / ۳۰٫۸۵۱۰°شمالی ۵۱٫۷۷۰۶°شرقی |        | ۲۰۳۰ |
| میش رو         | ۳۱°۱۲′۴۲″شمالی ۵۱°۲۱′۴۹″شرقی / ۳۱٫۲۱۱۸°شمالی ۵۱٫۳۶۳۵°شرقی |        | ۲۰۳۱ |
| میش رو         | ۳۱°۰۹′۵۲″شمالی ۵۱°۲۲′۰۸″شرقی / ۳۱٫۱۶۴۵°شمالی ۵۱٫۳۶۸۸°شرقی |        | ۲۰۳۲ |
| ناه نادان      | ۳۱°۰۵′۱۵″شمالی ۵۱°۲۴′۱۴″شرقی / ۳۱٫۰۸۷۶°شمالی ۵۱٫۴۰۳۹°شرقی |        | ۲۰۳۳ |
| نسارتنگ شیر    | ۳۱°۱۲′۴۲″شمالی ۵۱°۲۰′۰۲″شرقی / ۳۱٫۲۱۱۷°شمالی ۵۱٫۳۳۴۰°شرقی |        | ۲۰۳۴ |
| نسارچهارراه    | ۳۱°۰۹′۴۵″شمالی ۵۱°۲۲′۴۶″شرقی / ۳۱٫۱۶۲۴°شمالی ۵۱٫۳۷۹۵°شرقی |        | ۲۰۳۵ |
| نسارزردبرآفتاب | ۳۱°۲۵′۱۱″شمالی ۵۱°۲۵′۳۳″شرقی / ۳۱٫۴۱۹۸°شمالی ۵۱٫۴۲۵۸°شرقی |        | ۲۰۳۶ |
| نسارشیدون      | ۳۱°۱۳′۵۴″شمالی ۵۱°۴۲′۰۴″شرقی / ۳۱٫۲۳۱۸°شمالی ۵۱٫۷۰۱۲°شرقی |        | ۲۰۳۷ |
| نسارعباسی      | ۳۱°۴۵′۵۵″شمالی ۵۱°۲۲′۰۸″شرقی / ۳۱٫۷۶۵۳°شمالی ۵۱٫۳۶۸۸°شرقی |        | ۲۰۳۸ |
| نول            | ۳۰°۴۹′۳۶″شمالی ۵۱°۳۶′۵۵″شرقی / ۳۰٫۸۲۶۶°شمالی ۵۱٫۶۱۵۴°شرقی |        | ۲۰۳۹ |
| هاشم           | ۳۱°۴۳′۰۶″شمالی ۵۱°۲۳′۳۰″شرقی / ۳۱٫۷۱۸۲°شمالی ۵۱٫۳۹۱۷°شرقی |        | ۲۰۴۰ |
| هرندی          | ۳۱°۴۶′۲۱″شمالی ۵۱°۳۵′۱۴″شرقی / ۳۱٫۷۷۲۵°شمالی ۵۱٫۵۸۷۱°شرقی |        | ۲۰۴۱ |
| هفت دری        | ۳۱°۰۱′۴۵″شمالی ۵۱°۲۸′۴۸″شرقی / ۳۱٫۰۲۹۲°شمالی ۵۱٫۴۸۰۱°شرقی |        | ۲۰۴۲ |
| وزمی           | ۳۱°۲۲′۱۰″شمالی ۵۱°۲۴′۳۰″شرقی / ۳۱٫۳۶۹۴°شمالی ۵۱٫۴۰۸۴°شرقی |        | ۲۰۴۳ |
| ولدان          | ۳۱°۲۴′۵۷″شمالی ۵۱°۲۳′۲۱″شرقی / ۳۱٫۴۱۵۹°شمالی ۵۱٫۳۸۹۱°شرقی |        | ۲۰۴۴ |
| وهلی           | ۳۱°۰۴′۴۱″شمالی ۵۱°۲۸′۰۹″شرقی / ۳۱٫۰۷۸۰°شمالی ۵۱٫۴۶۹۱°شرقی |        | ۲۰۴۵ |

## عکس

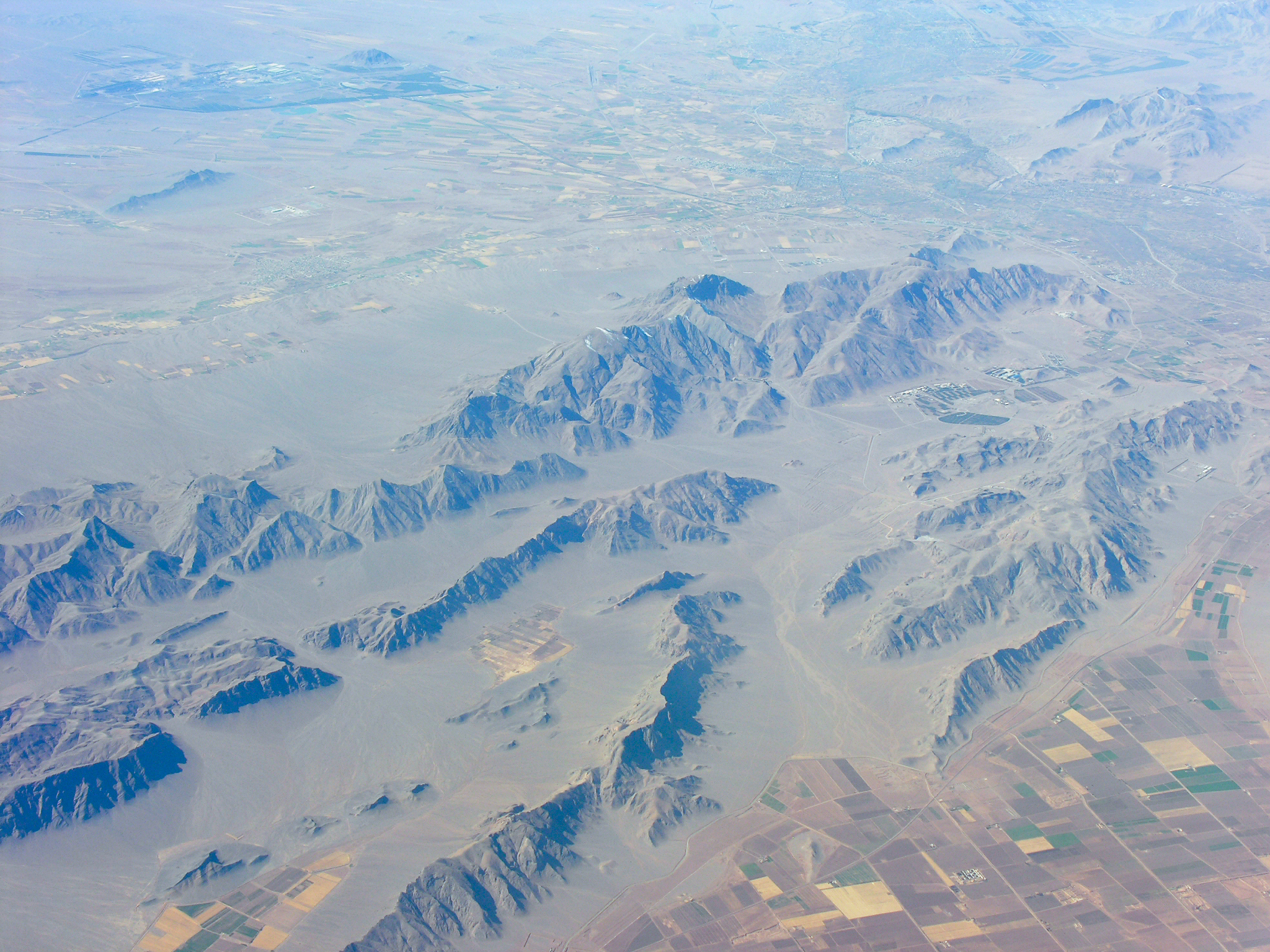
قلهٔ برف‌گیر سرپهنی ۲۵ آبان ۱۳۸۵